# Systematik der Kolibris
Zur Familie der Kolibris (Trochilidae) gehören über 350 Arten. Traditionell wurden die Kolibris in zwei Unterfamilien unterteilt, die Eremiten (Phaethornithinae) und die Eigentlichen Kolibris (Trochilinae). Neuere phylogenetische Untersuchungen zeigen jedoch, dass die Kolibris aus neun Hauptkladen bestehen, eine davon sind die Phaethornithinae. Die acht übrigen Kladen wurden zunächst im Rang von Tribus gestellt. Im Jahr 2015 veröffentlichten die US-amerikanischen Ornithologen David W. Winkler, Shawn M. Billerman und Irby Lovette eine aus einem System von Unterfamilien und Tribus bestehende Kolibrisystematik, die auf den vorhergehenden phylogenetischen Arbeiten beruhte und im Folgenden wiedergegeben wird.

## Unterfamilie Florisugainae
- Gattung FlorisugaSchwarzkolibri (Florisuga fusca)
  - Schwarzkolibri (Florisuga fusca)

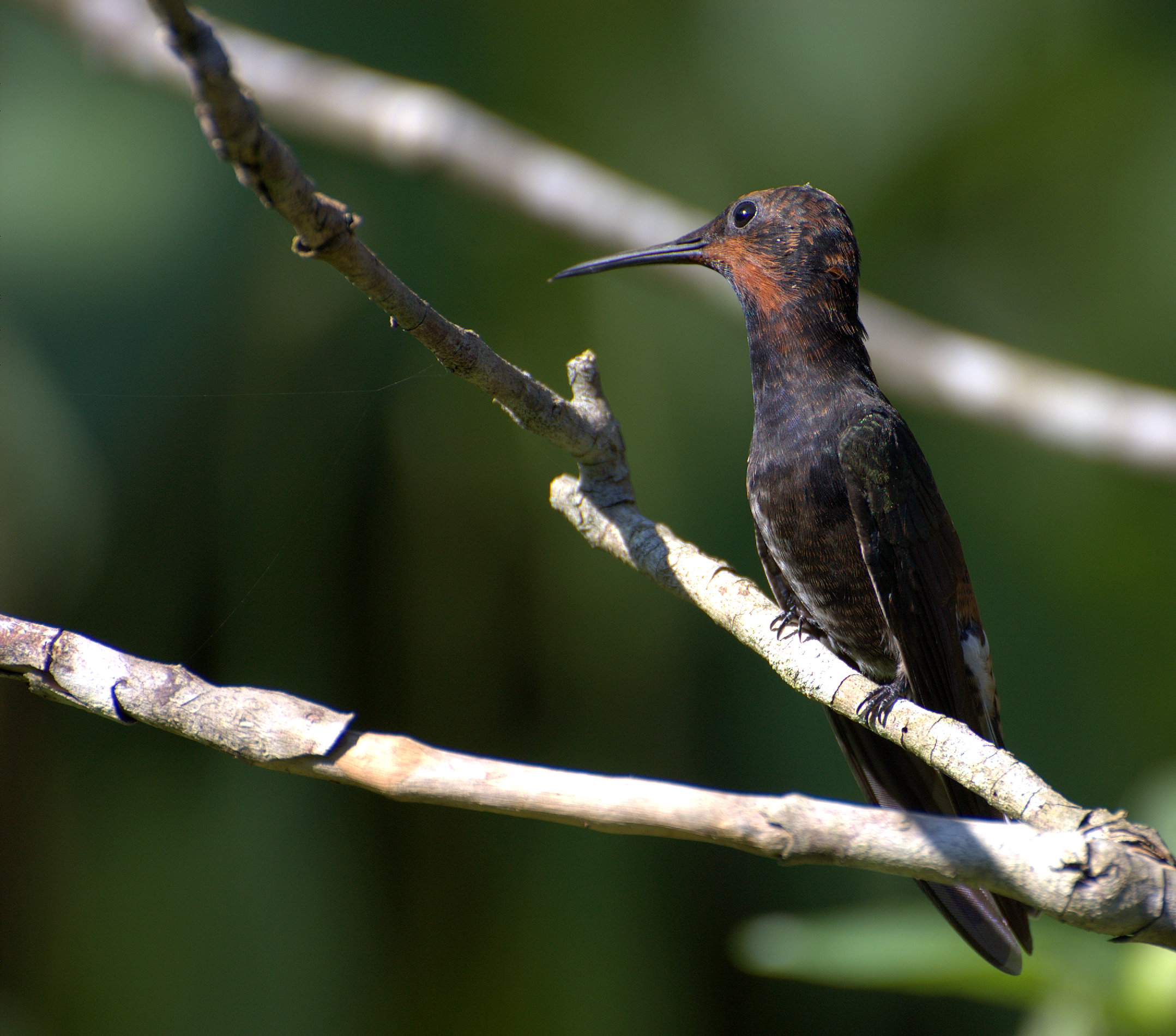
Schwarzkolibri (Florisuga fusca)

  - Weißnackenkolibri (Florisuga mellivora)
- Gattung Topaza
  - Rotnacken-Topaskolibri (Topaza pella)
  - Flammenkolibri (Topaza pyra)

## Unterfamilie Phaethornithinae (Eremiten)
- Gattung Anopetia
  - Caatingaschattenkolibri (Anopetia gounellei)
- Gattung Adlerschnabelkolibris (Eutoxeres)
  - Adlerschnabel (Eutoxeres aquila)
  - Rotschwanz-Adlerschnabel (Eutoxeres condamini)
- Gattung Glaucis
  - Kupferschattenkolibri (Glaucis aeneus)
  - Bronzeschwanz-Schattenkolibri (Glaucis dohrnii)
  - Rotschwanz-Schattenkolibri (Glaucis hirsutus)
- Gattung PhaethornisLangschnabel-Schattenkolibri (Phaethornis longirostris)

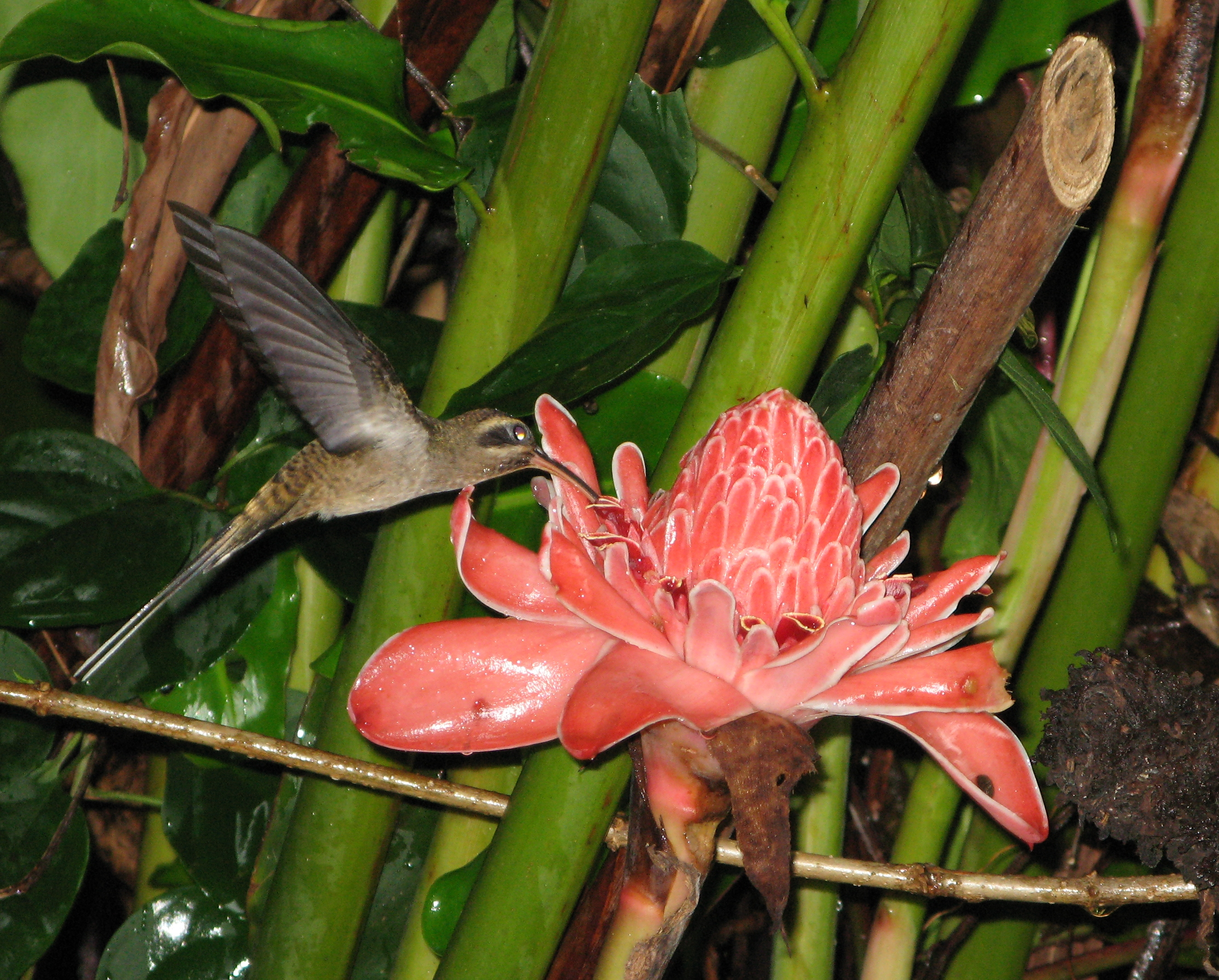
Langschnabel-Schattenkolibri (Phaethornis longirostris)

  - Tapajosschattenkolibri (Phaethornis aethopygus)
  - Fleckenkehl-Schattenkolibri (Phaethornis anthophilus)
  - Schwarzkehl-Schattenkolibri (Phaethornis atrimentalis)
  - Graubauch-Schattenkolibri (Phaethornis augusti)
  - Braunbauch-Schattenkolibri (Phaethornis bourcieri)
  - Schuppenkehl-Schattenkolibri (Phaethornis eurynome)
  - Schwanzbinden-Schattenkolibri (Phaethornis griseogularis)
  - Grünschattenkolibri (Phaethornis guy)
  - Weißbart-Schattenkolibri (Phaethornis hispidus)
  - Schillerschattenkolibri (Phaethornis idaliae)
  - Koepckeschattenkolibri (Phaethornis koepckeae)
  - Langschnabel-Schattenkolibri (Phaethornis longirostris)
  - Braunkehl-Schattenkolibri (Phaethornis longuemareus)
  - Dunkelschattenkolibri (Phaethornis malaris)
  - Mexikoschattenkolibri (Phaethornis mexicanus)
  - Zimtkehl-Schattenkolibri (Phaethornis nattereri)
  - Orangekehl-Schattenkolibri (Phaethornis philippii)
  - Zimtrot-Schattenkolibri (Phaethornis pretrei)
  - Rotschattenkolibri (Phaethornis ruber)
  - Strichelkehl-Schattenkolibri (Phaethornis rupurumii)
  - Ockerbauch-Schattenkolibri (Phaethornis subochraceus)
  - Dunkelkehl-Schattenkolibri (Phaethornis squalidus)
  - Streifenkehl-Schattenkolibri (Phaethornis striigularis)
  - Stuartschattenkolibri (Phaethornis stuarti)
  - Langschwanz-Schattenkolibri (Phaethornis superciliosus)
  - Orangebauch-Schattenkolibri (Phaethornis syrmatophorus)
  - Smaragdschattenkolibri (Phaethornis yaruqui)

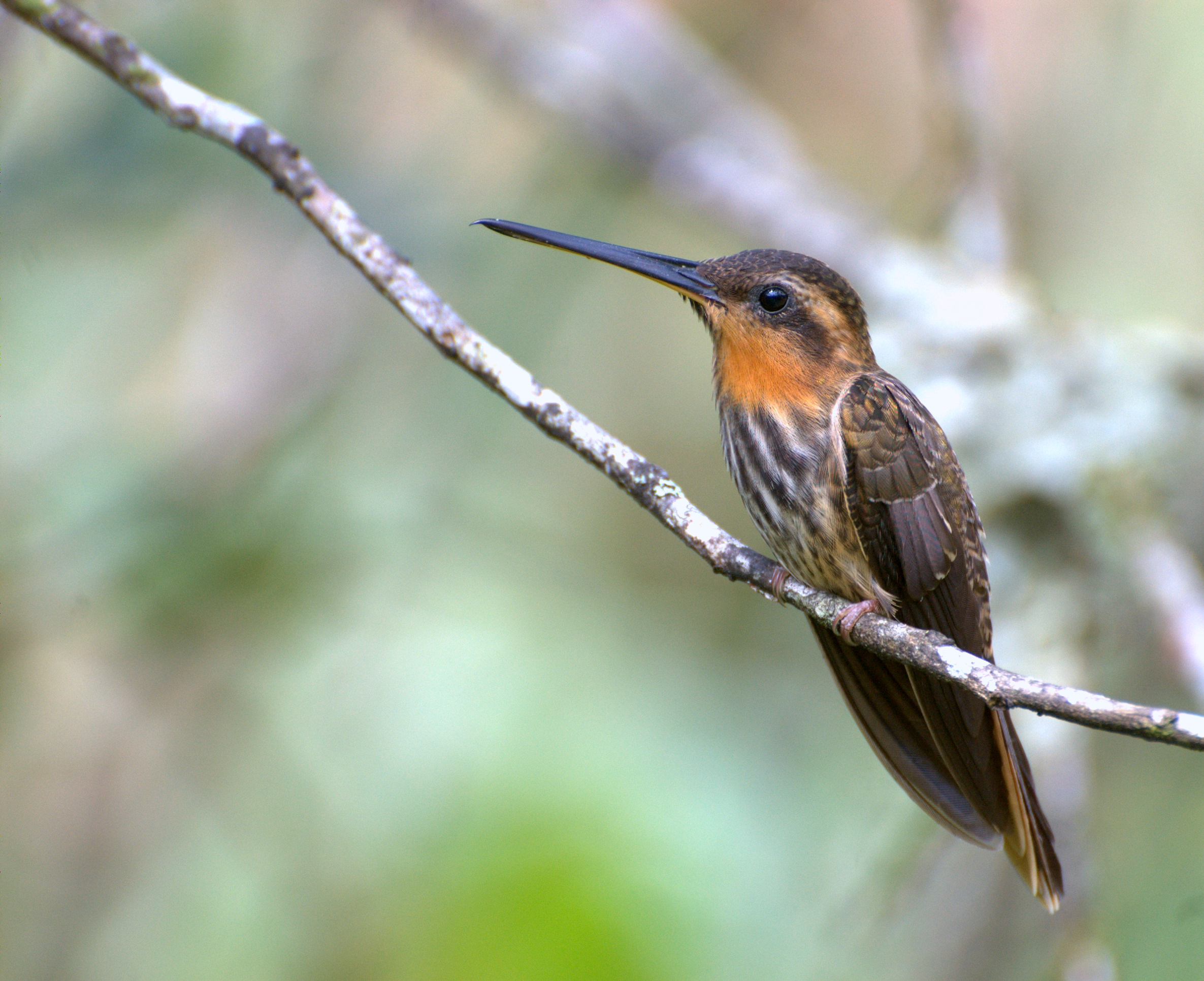
Sägeschnabel-Schattenkolibri (Ramphodon naevius)

- Gattung RamphodonSägeschnabel-Schattenkolibri (Ramphodon naevius)
  - Sägeschnabel-Schattenkolibri (Ramphodon naevius)
- Gattung Threnetes
  - Schwarzkinn-Schattenkolibri (Threnetes leucurus)
  - Rußschattenkolibri (Threnetes niger)
  - Weißbinden-Schattenkolibri (Threnetes ruckeri)

## Unterfamilie Polytminae
- Gattung Androdon
  - Zahnschnabelkolibri (Androdon aequatorialis)
- Gattung AnthracothoraxSchwarzbrust-Mangokolibri (Anthracothorax nigricollis)

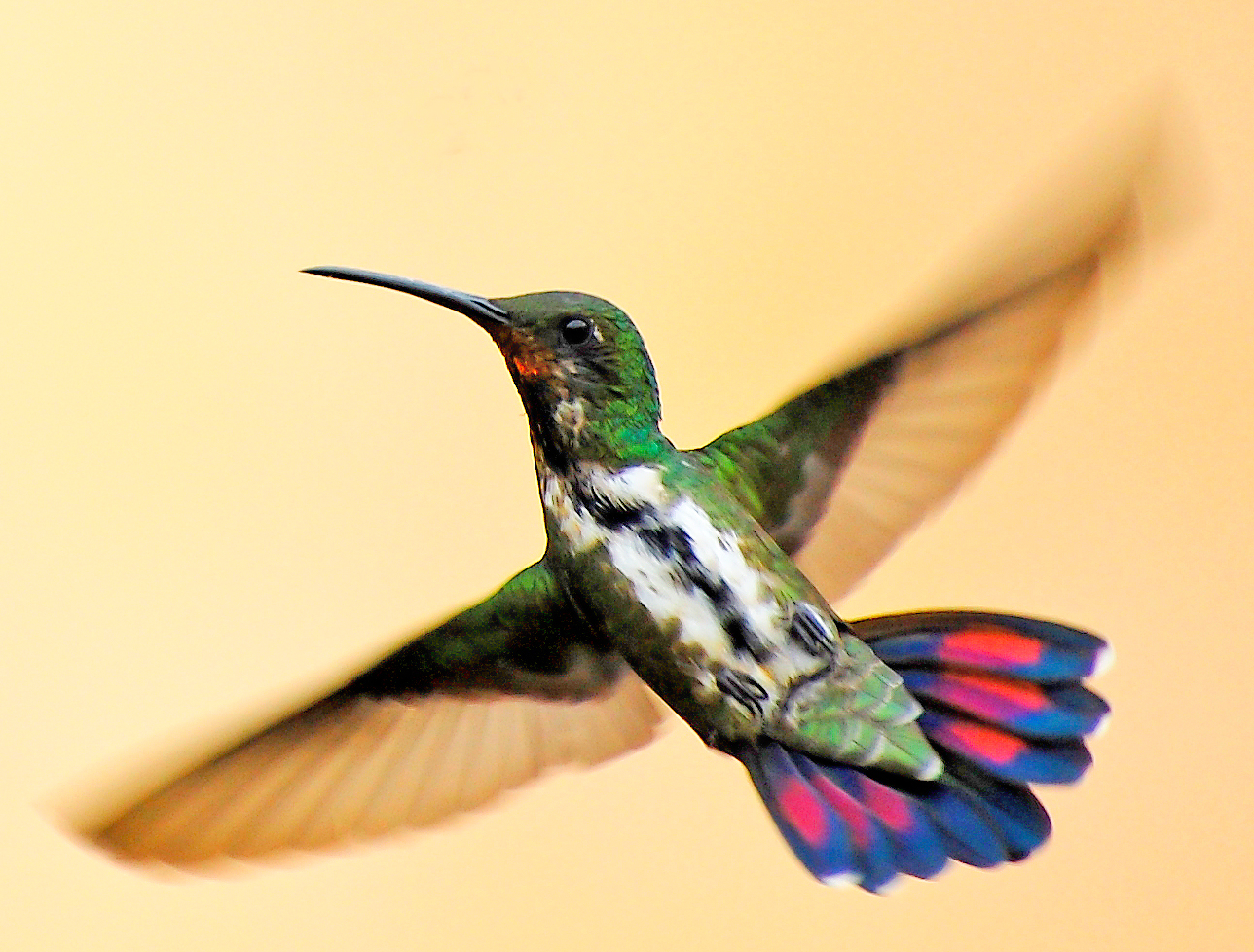
Schwarzbrust-Mangokolibri (Anthracothorax nigricollis)

  - Puerto-Rico-Mangokolibri (Anthracothorax aurulentus)
  - Dominikanermangokolibri (Anthracothorax dominicus)
  - Jamaikamangokolibri (Anthracothorax mango)
  - Schwarzbrust-Mangokolibri (Anthracothorax nigricollis)
  - Grünbrust-Mangokolibri (Anthracothorax prevostii)
  - Veragua-Mangokolibri (Anthracothorax veraguensis)
  - Smaragdkehl-Mangokolibri (Anthracothorax viridigula)
  - Smaragdmangokolibri (Anthracothorax viridis)
- Gattung Augastes
  - Goldmaskenkolibri (Augastes lumachella)
  - Grünmaskenkolibri (Augastes scutatus)
- Gattung Avocettula
  - Avosettkolibri (Avocettula recurvirostris)
- Gattung Chrysolampis
  - Moskitokolibri (Chrysolampis mosquitus)
- Gattung Colibri
  - Glanz-Veilchenohrkolibri (Colibri coruscans)
  - Berg-Veilchenohrkolibri (Colibri cyanotus)[6]
  - Braun-Veilchenohrkolibri (Colibri delphinae)
  - Amethystohrkolibri (Colibri serrirostris)
  - Mexiko-Veilchenohrkolibri (Colibri thalassinus)
- Gattung Doryfera
  - Blaustirn-Lanzettschnabel (Doryfera johannae)
  - Grünstirn-Lanzettschnabel (Doryfera ludovicae)

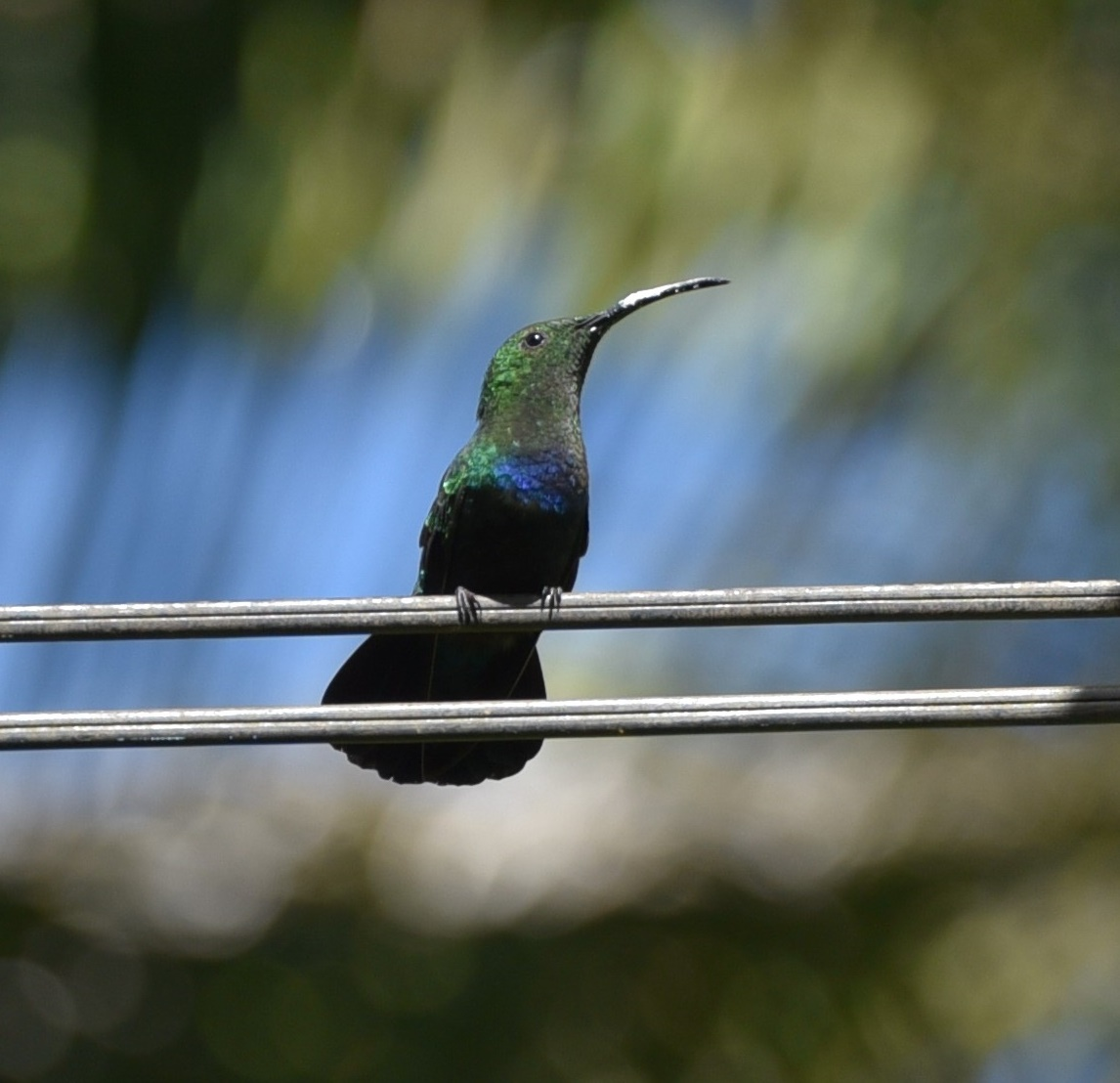
Blaustern-Antillenkolibri (Eulampis holosericeus holosericeus) auf Barbados

- Gattung EulampisBlaustern-Antillenkolibri (Eulampis holosericeus holosericeus) auf Barbados
  - Blaustern-Antillenkolibri (Eulampis holosericeus)
  - Purpurkehlkolibri (Eulampis jugularis)
- Gattung Heliactin
  - Goldhauben-Schmuckkolibri (Heliactin bilophus)
- Gattung Heliothryx
  - Grünstirn-Schmuckkolibri (Heliothryx auritus)
  - Purpurkron-Schmuckkolibri (Heliothryx barroti)
- Gattung Polytmus
  - Bronzerücken-Glanzkehlchen (Polytmus guainumbi)
  - Tepuiglanzkehlchen (Polytmus milleri)
  - Grünschwanz-Glanzkehlchen (Polytmus theresiae)
- Gattung Schistes
  - West-Bunthalskolibri (Schistes albogularis)
  - Ost-Bunthalskolibri (Schistes geoffroyi)

## Unterfamilie Lesbiinae

### Tribus Lesbiini
- Gattung Adelomyia
  - Schwarzohrkolibri (Adelomyia melanogenys),
- Gattung AglaiocercusHimmelssylphe (Aglaiocercus kingii) ♂

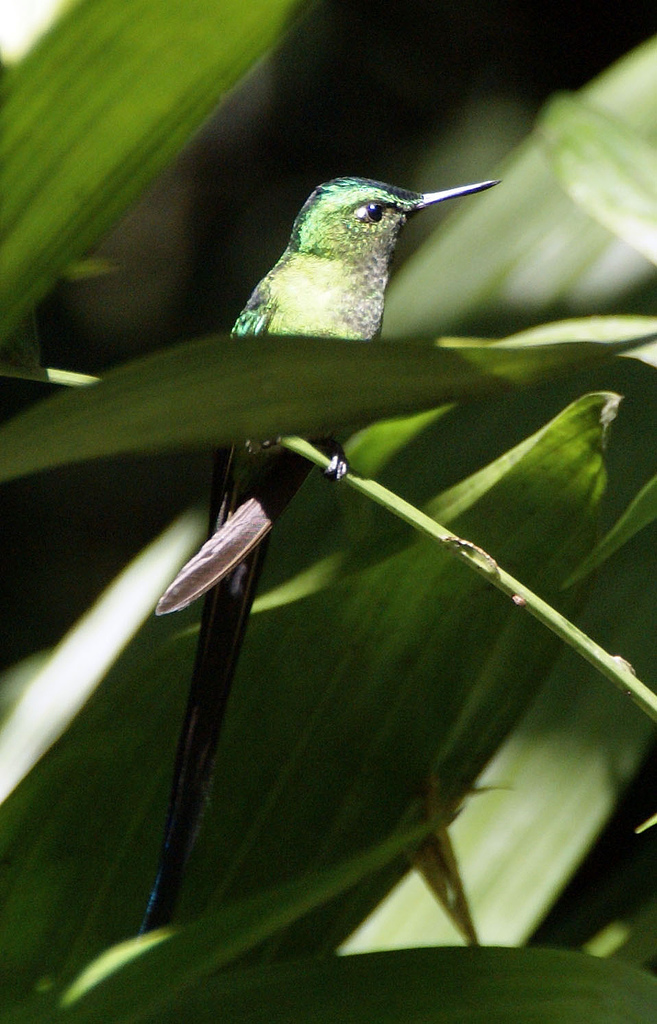
Himmelssylphe (Aglaiocercus kingii) ♂

  - Berlepschsylphe (Aglaiocercus berlepschi)
  - Langschwanzsylphe (Aglaiocercus coelestis)
  - Himmelssylphe (Aglaiocercus kingii)
- Gattung Chalcostigma
  - Weißspitzen-Glanzschwänzchen (Chalcostigma herrani)
  - Bronzeglanzschwänzchen (Chalcostigma heteropogon)
  - Braunes Glanzschwänzchen (Chalcostigma olivaceum)
  - Kastanienkappen-Glanzschwänzchen (Chalcostigma ruficeps)
  - Schwarzkopf-Glanzschwänzchen (Chalcostigma stanleyi)
- Gattung Discosura
  - Grünfadenelfe (Discosura conversii)
  - Brustband-Fadenelfe (Discosura langsdorffi)
  - Kupferfadenelfe (Discosura letitiae)
  - Diskuselfe (Discosura longicaudus)
  - Haubenfadenelfe (Discosura popelairii)

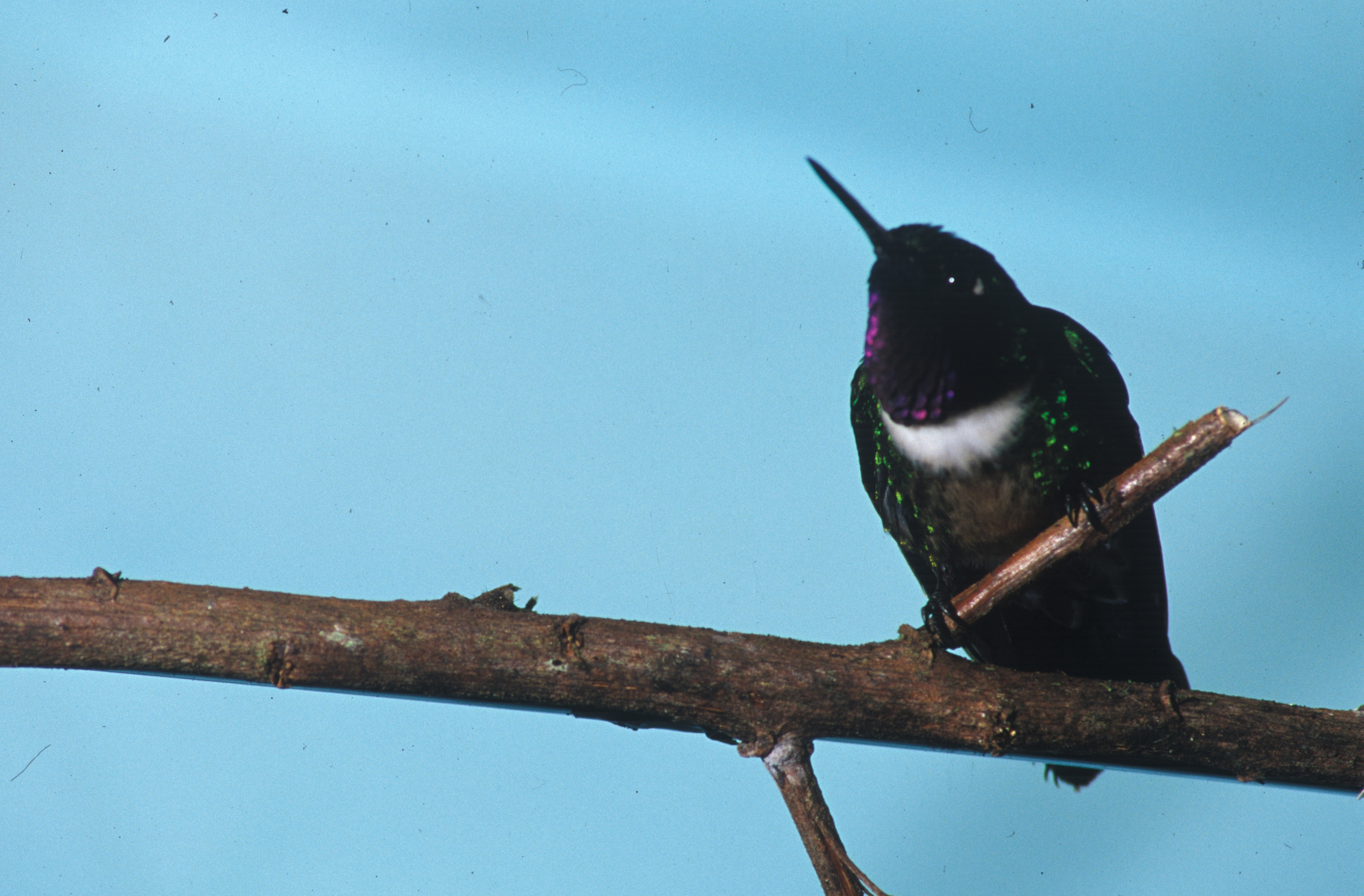
Amethystsonnennymphe (Heliangelus amethysticollis)

- Gattung HeliangelusAmethystsonnennymphe (Heliangelus amethysticollis)
  - Amethystsonnennymphe (Heliangelus amethysticollis)
  - Longuemare-Sonnennymphe (Heliangelus clarisse)
  - Grünband-Sonnennymphe (Heliangelus exortis)
  - Orangekehl-Sonnennymphe (Heliangelus mavors)
  - Goldkehl-Sonnennymphe (Heliangelus micraster)
  - Blaue Sonnennymphe (Heliangelus regalis)
  - Méridasonnennymphe (Heliangelus spencei)
  - Weißband-Sonnennymphe (Heliangelus strophianus)
  - Purpurkehl-Sonnennymphe (Heliangelus viola)
  - Smaragdkehl-Sonnennymphe (Heliangelus zusii) Wahrscheinlich Hybride aus Aglaiocercus kingi und unbekannter anderen Art

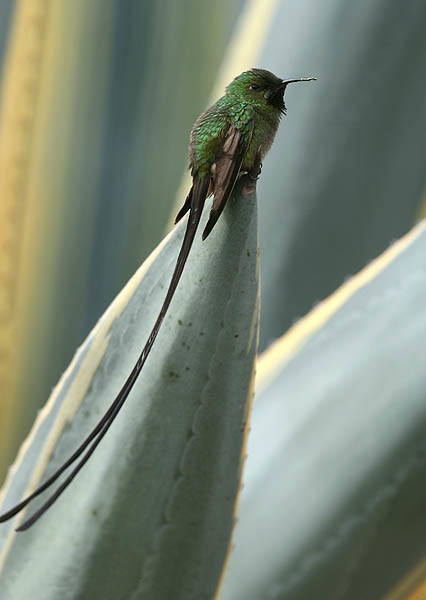
Schwarzschwanzsylphe (Lesbia victoriae)

- Gattung LesbiaSchwarzschwanzsylphe (Lesbia victoriae)
  - Grünschwanzsylphe (Lesbia nuna)
  - Schwarzschwanzsylphe (Lesbia victoriae)
- Gattung Schopfkolibris (Lophornis)Zierelfe (Lophornis delattrei)

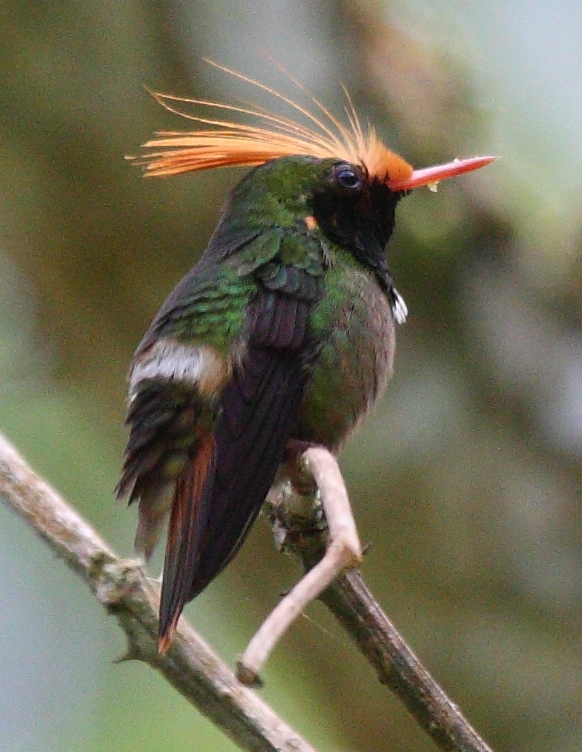
Zierelfe (Lophornis delattrei)

  - Weißschopfelfe (Lophornis adorabilis)
  - Kurzhaubenelfe (Lophornis brachylophus)
  - Schmetterlingselfe (Lophornis chalybeus)
  - Zierelfe (Lophornis delattrei)
  - Gouldelfe (Lophornis gouldii)
  - Schwarzschopfelfe (Lophornis helenae)
  - Prachtelfe (Lophornis magnificus)
  - Schmuckelfe (Lophornis ornatus)
  - Pfauenelfe (Lophornis pavoninus)
  - Glanzelfe (Lophornis stictolophus)
  - Grünschopfelfe (Lophornis verreauxii)
- Gattung Metallura
  - Schuppenbauch-Glanzschwänzchen (Metallura aeneocauda)
  - Violettkehl-Glanzschwänzchen (Metallura baroni)
  - Feuerkehl-Glanzschwänzchen (Metallura eupogon)
  - Rotschwanz-Glanzschwänzchen (Metallura iracunda)
  - Purpurkehl-Glanzschwänzchen (Metallura odomae)
  - Schwarzbauch-Glanzschwänzchen (Metallura phoebe)
  - Kupferglanzschwänzchen (Metallura theresiae)
  - Smaragdkehl-Glanzschwänzchen (Metallura tyrianthina)
  - Grünes Glanzschwänzchen (Metallura williami)
- Gattung Opisthoprora
  - Fleckenbauchkolibri (Opisthoprora euryptera)
- Gattung Oreonympha
  - Weißhalssylphe (Oreonympha nobilis)
- Gattung Oreotrochilus
  - Rotflankenkolibri (Oreotrochilus adela)
  - Purpurkopfkolibri  (Oreotrochilus chimborazo)
  - Blaulatzkolibri (Oreotrochilus cyanolaemus)
  - Estellakolibri (Oreotrochilus estella)
  - Weißflankenkolibri (Oreotrochilus leucopleurus)
  - Schwarzbrustkolibri (Oreotrochilus melanogaster)
  - Grünkopfkolibri (Oreotrochilus stolzmanni)
- Gattung Oxypogon
  - Blaubart-Helmkolibri (Oxypogon cyanolaemus)
  - Grünbart-Helmkolibri (Oxypogon guerinii)
  - Weißbart-Helmkolibri (Oxypogon lindenii)
  - Violettbart-Helmkolibri (Oxypogon stuebelii)
- Gattung Phlogophilus
  - Hartertkolibri (Phlogophilus harterti)
  - Schwarzweißschwanz-Kolibri (Phlogophilus hemileucurus)
- Gattung Polyonymus
  - Rosenkehlsylphe (Polyonymus caroli)
- Gattung Ramphomicron
  - Schwarzrückenkolibri (Ramphomicron dorsale)
  - Kurzschnabelkolibri (Ramphomicron microrhynchum)
- Gattung Sappho
  - Goldschwanzsylphe (Sappho sparganurus)
- Gattung Sephanoides
  - Juan-Fernandez-Kolibri (Sephanoides fernandensis)
  - Chilekolibri (Sephanoides sephanoides)
- Gattung Taphrolesbia
  - Graubauchsylphe (Taphrolesbia griseiventris)

### Tribus Heliantheini
- Gattung Rückstrahlerkolibris (Aglaeactis)
  - Weißbrust-Andenkolibri (Aglaeactis aliciae)
  - Tropfenbrustkolibri (Aglaeactis castelnaudii)
  - Rostkolibri (Aglaeactis cupripennis)
  - Schwarzbauch-Andenkolibri (Aglaeactis pamela)

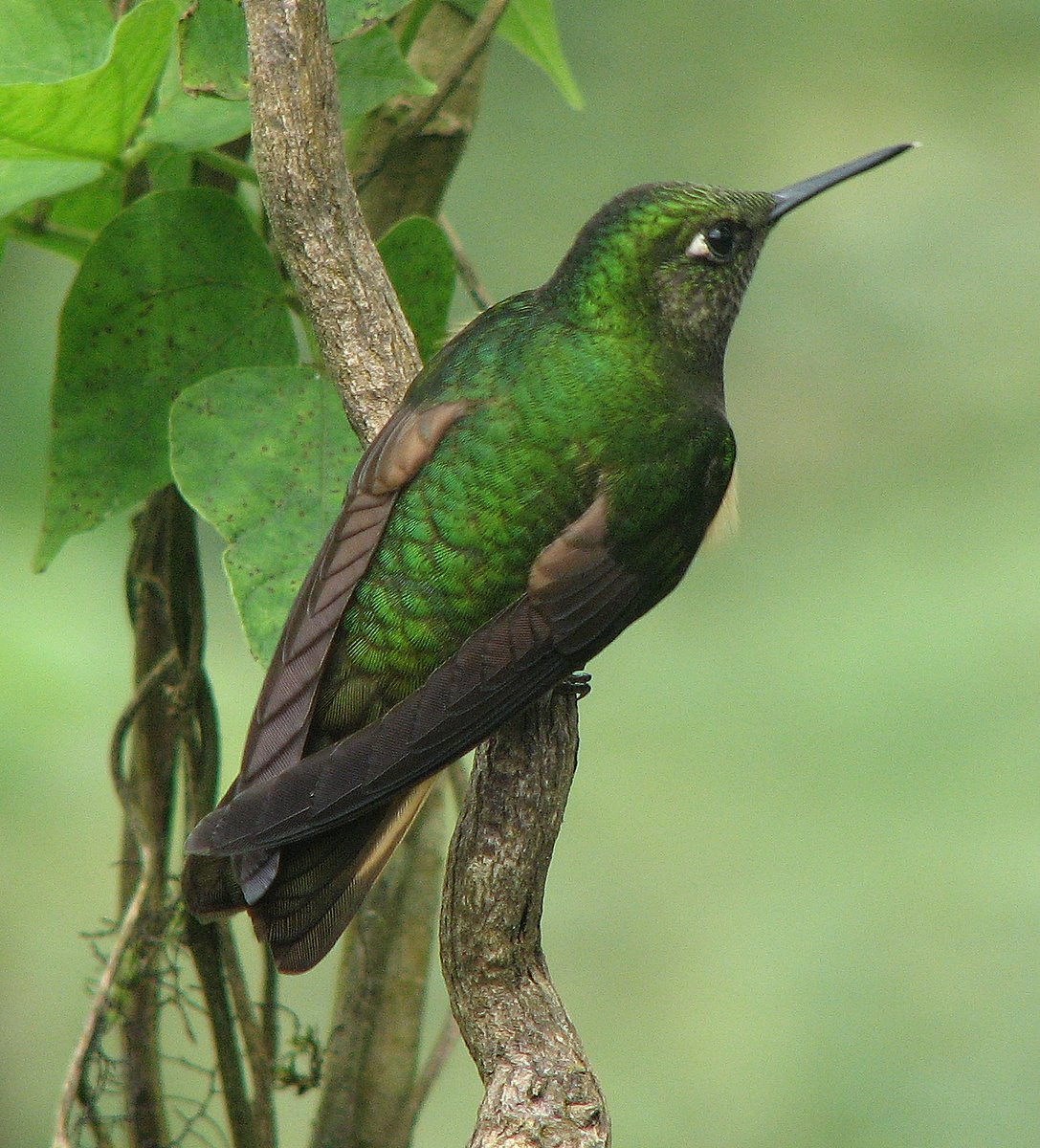
Fahlschwanzkolibri (Boissonneaua flavescens)

- Gattung BoissonneauaFahlschwanzkolibri (Boissonneaua flavescens)
  - Fahlschwanzkolibri (Boissonneaua flavescens)
  - Hyazinthkolibri (Boissonneaua jardini)
  - Rotbauchkolibri (Boissonneaua matthewsii)
- Gattung Waldnymphen (Coeligena)Bronzekolibri (Coeligena coeligena)

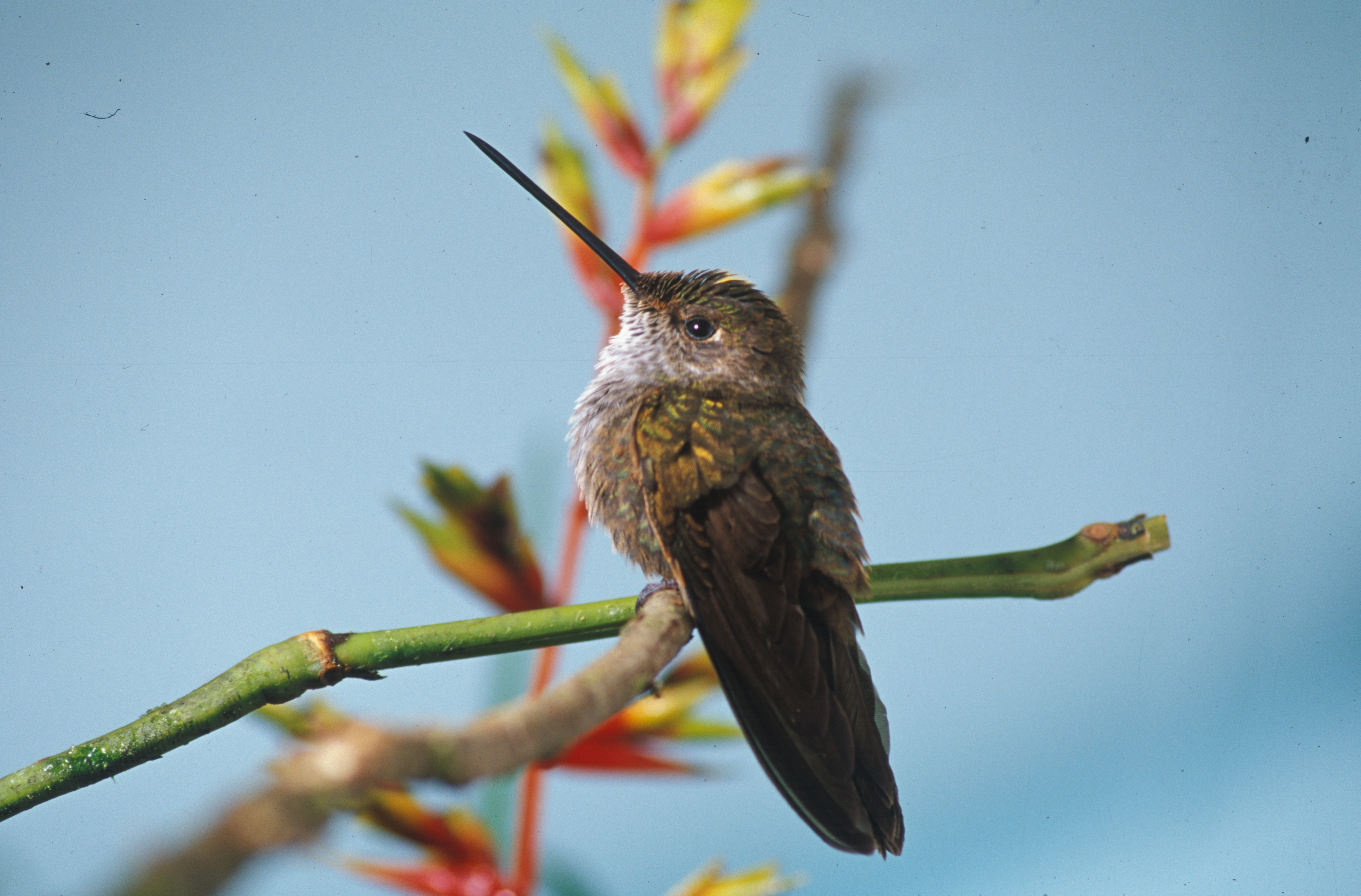
Bronzekolibri (Coeligena coeligena)

  - Goldbauchkolibri (Coeligena bonapartei)
  - Bronzekolibri (Coeligena coeligena)
  - Méridakolibri (Coeligena conradii)
  - Perijákolibri (Coeligena consita)
  - Goldandenkolibri (Coeligena eos)
  - Rosenbauchkolibri (Coeligena helianthea)
  - Inkaandenkolibri (Coeligena inca)
  - Regenbogenkolibri (Coeligena iris)
  - Fahlflügelkolibri (Coeligena lutetiae)
  - Antioquiakolibri  (Coeligena orina)
  - Türkiskronkolibri (Coeligena phalerata)
  - Blauschulterkolibri (Coeligena prunellei)
  - Violettscheitelkolibri (Coeligena torquata)
  - Veilchenkehlkolibri (Coeligena violifer)
  - Braunkolibri (Coeligena wilsoni)
- Gattung Ensifera
  - Schwertschnabelkolibri (Ensifera ensifera)
- Gattung EriocnemisLangschwanz-Höschenkolibri (Eriocnemis luciani)

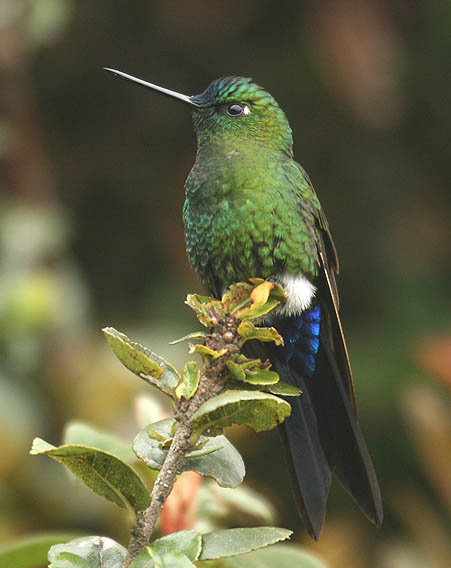
Langschwanz-Höschenkolibri (Eriocnemis luciani)

  - Weißbrust-Höschenkolibri (Eriocnemis aline)
  - Kupferbauch-Höschenkolibri (Eriocnemis cupreoventris)
  - Schwarzfeder-Höschenkolibri (Eriocnemis derbyi)
  - Blaustirn-Höschenkolibri (Eriocnemis glaucopoides)
  - Türkiskehl-Höschenkolibri (Eriocnemis godini)
  - Isabella-Schneehöschen (Eriocnemis isabellae)
  - Langschwanz-Höschenkolibri (Eriocnemis luciani)
  - Blaubauch-Höschenkolibri (Eriocnemis mirabilis)
  - Goldbrust-Höschenkolibri (Eriocnemis mosquera)
  - Schwarzbauch-Höschenkolibri (Eriocnemis nigrivestis)
  - Violettkehl-Höschenkolibri (Eriocnemis vestita)
- Gattung Haplophaedia
  - Fahlschenkel-Höschenkolibri (Haplophaedia assimilis)
  - Kupferglanz-Höschenkolibri (Haplophaedia aureliae)
  - Schuppenbauch-Höschenkolibri (Haplophaedia lugens)
- Gattung HeliodoxaGrünstirn-Brillantkolibri (Heliodoxa jacula)

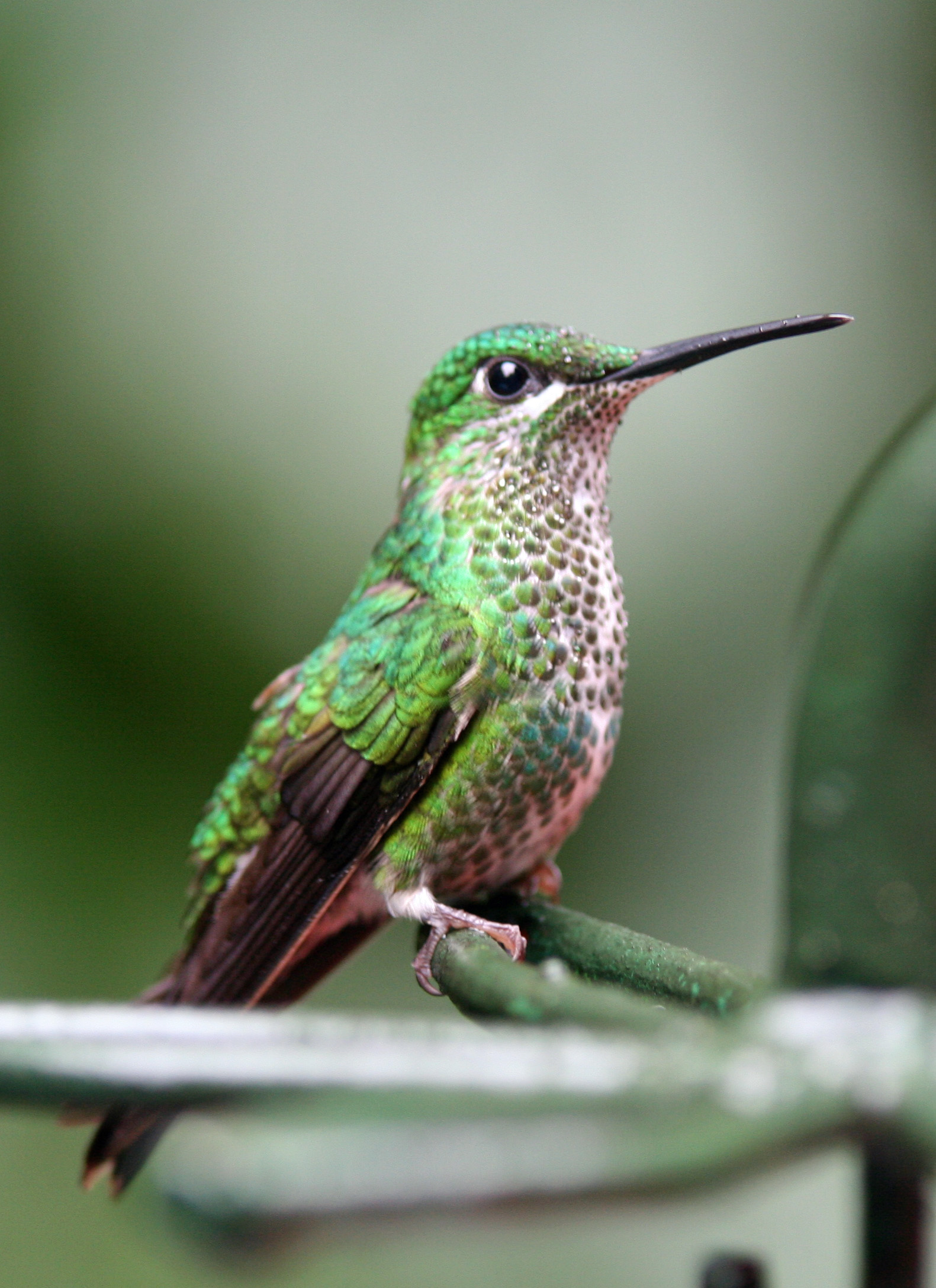
Grünstirn-Brillantkolibri (Heliodoxa jacula)

  - Rotbrust-Brillantkolibri (Heliodoxa aurescens)
  - Rotflügel-Brillantkolibri (Heliodoxa branickii)
  - Rotkehl-Brillantkolibri (Heliodoxa gularis)
  - Rotstern-Brillantkolibri (Heliodoxa imperatrix)
  - Grünstirn-Brillantkolibri (Heliodoxa jacula)
  - Violettstirn-Brillantkolibri (Heliodoxa leadbeateri)
  - Braunbauch-Brillantkolibri (Heliodoxa rubinoides)
  - Rubinkolibri (Heliodoxa rubricauda)
  - Brustband-Brillantkolibri (Heliodoxa schreibersii)
  - Samtstirn-Brillantkolibri (Heliodoxa xanthogonys)
- Gattung Lafresnaya
  - Samtbauchkolibri (Lafresnaya lafresnayi)
- Gattung Loddigesia
  - Violettscheitel-Flaggensylphe (Loddigesia mirabilis)
- Gattung Ocreatus
  - Rotschenkel-Flaggensylphe (Ocreatus addae)
  - Peruflaggensylphe (Ocreatus peruanus)
  - Grünscheitel-Flaggensylphe (Ocreatus underwoodii)
- Gattung Pterophanes
  - Blauflügelkolibri (Pterophanes cyanopterus)
- Gattung Urochroa
  - Orangerachenkolibri (Urochroa bougueri)
  - Bronzebürzelkolibri (Urochroa leucura)
- Gattung Urosticte
  - Purpurbrustkolibri (Urosticte benjamini)
  - Rotsteißkolibri (Urosticte ruficrissa)

## Unterfamilie Patagoninae
- Gattung Patagona
  - Nördlicher Riesenkolibri (Patagona chaski)[7]
  - Südlicher Riesenkolibri (Patagona gigas)

## Unterfamilie Trochilinae

### Tribus Trochilini
- Gattung Abeillia
  - Smaragdkehlkolibri (Abeillia abeillei)
- Gattung Amazilia-Kolibris (Amazilia)
  - Mangrovenamazilie (Amazilia boucardi)
  - Hondurasamazilie (Amazilia luciae)
  - Zimtbauchamazilie (Amazilia rutila)
  - Braunschwanzamazilie (Amazilia tzacatl)
  - Fahlbauchamazilie (Amazilia yucatanensis)
- Gattung Amazilis
  - Rostbauchamazilie (Amazilis amazilia)
- Gattung Anthocephala
  - Weißfleckenkolibri (Anthocephala berlepschi)
  - Blassstirnkolibri (Anthocephala floriceps)
- Gattung Basilinna
  - Purpurstirn-Saphirkolibri (Basilinna leucotis)
  - Schwarzstirn-Saphirkolibri (Basilinna xantusii)
- Gattung CampylopterusViolettdegenflügel ♂ (Campylopterus hemileucurus)

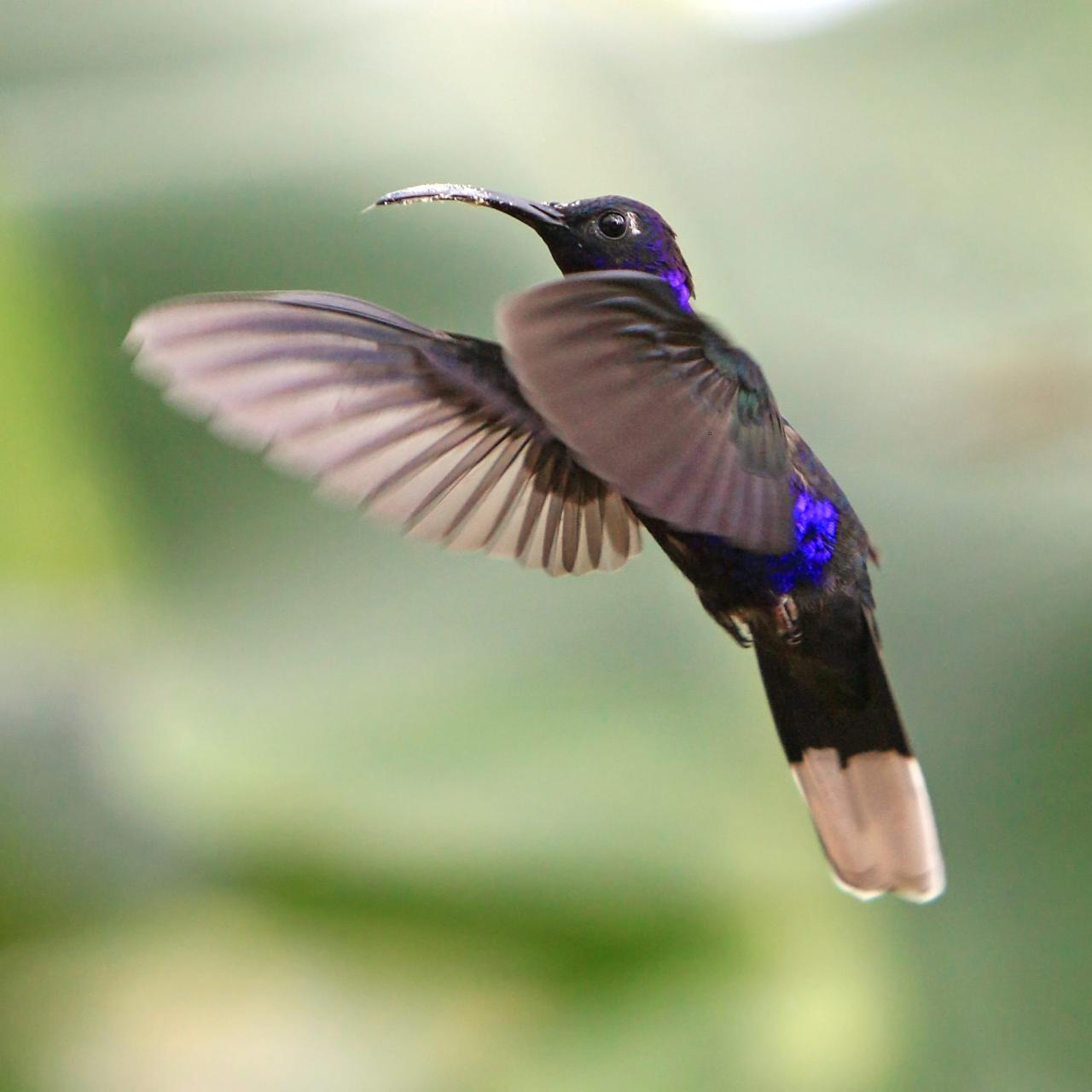
Violettdegenflügel ♂ (Campylopterus hemileucurus)

  - Kalkstein-Degenflügel (Campylopterus calcirupicola)[8]
  - Diamantinadegenflügel (Campylopterus diamantinensis)
  - Tepuidegenflügel (Campylopterus duidae)
  - Weißschwanz-Degenflügel (Campylopterus ensipennis)
  - Rotschwanz-Degenflügel (Campylopterus falcatus)
  - Violettdegenflügel (Campylopterus hemileucurus)
  - Rostbauch-Degenflügel (Campylopterus hyperythrus)
  - Graubrust-Degenflügel (Campylopterus largipennis)
  - Santa-Marta-Degenflügel (Campylopterus phainopeplus)
  - Napodegenflügel (Campylopterus villaviscensio)
- Gattung Chalybura
  - Blauschwanz-Buffonkolibri (Chalybura buffonii)
  - Bronzeschwanz-Buffonkolibri (Chalybura urochrysia)
- Gattung Chionomesa
  - Glitzerkehlamazilie (Chionomesa fimbriata)
  - Saphiramazilie (Chionomesa lactea)
- Gattung Chlorestes
  - Bronzekopfamazilie (Chlorestes candida)
  - Weißkinn-Saphirkolibri (Chlorestes cyanus)
  - Goldschwanz-Saphirkolibri (Chlorestes eliciae)
  - Juliakolibri (Chlorestes julie)
  - Blaukinn-Smaragdkolibri (Chlorestes notata)
- Gattung Chlorostilbon
  - Alicesmaragdkolibri (Chlorostilbon alice)
  - Gartensmaragdkolibri (Chlorostilbon assimilis)
  - Kolumbiensmaragdkolibri (Chlorostilbon gibsoni)
  - Goldbauch-Smaragdkolibri (Chlorostilbon lucidus)
  - Hochland-Smaragdkolibri (Chlorostilbon melanorhynchus)
  - Blauschwanz-Smaragdkolibri (Chlorostilbon mellisugus)
  - Chiribiquete-Smaragdkolibri (Chlorostilbon olivaresi)
  - Grünschwanz-Smaragdkolibri (Chlorostilbon poortmani)
  - Bronzeschwanz-Smaragdkolibri (Chlorostilbon russatus)
  - Schmalschwanz-Smaragdkolibri (Chlorostilbon stenurus)
- Gattung ChrysuroniaBronzeschwanz-Saphirkolibri (Chrysuronia oenone)

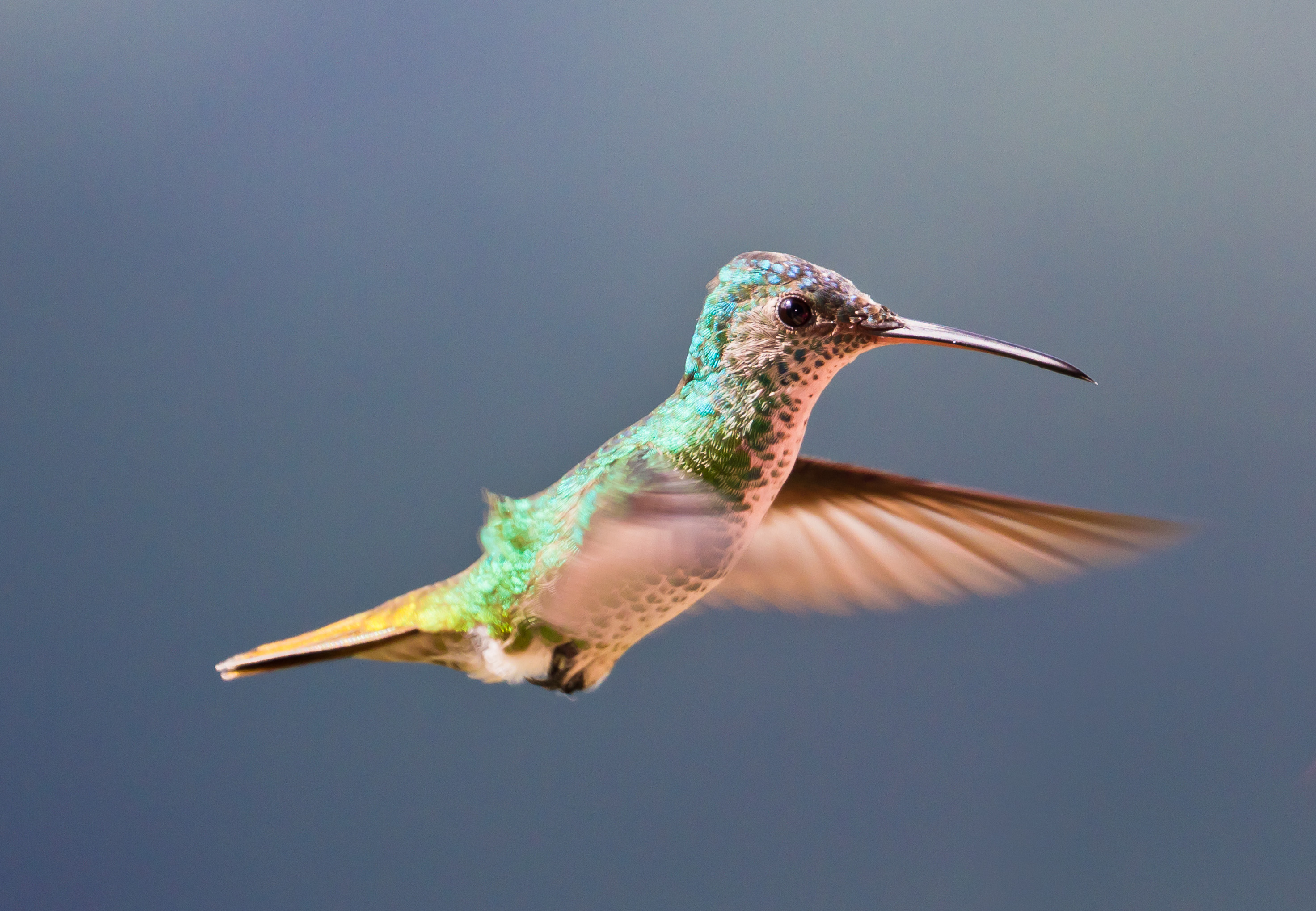
Bronzeschwanz-Saphirkolibri (Chrysuronia oenone)

  - Kurzschnabelamazilie (Chrysuronia brevirostris)
  - Blaukehlkolibri (Chrysuronia coeruleogularis)
  - Grünkolibri (Chrysuronia goudoti)
  - Blaukopf-Saphirkolibri (Chrysuronia grayi)
  - Humboldtsaphirkolibri (Chrysuronia humboldtii)
  - Hellbauchamazilie (Chrysuronia leucogaster)
  - Blaubauchkolibri (Chrysuronia lilliae)
  - Bronzeschwanz-Saphirkolibri (Chrysuronia oenone)
  - Glanzamazilie (Chrysuronia versicolor)
- Gattung Cynanthus
  - Goldscheitel-Smaragdkolibri (Cynanthus auriceps)
  - Gabelschwanz-Smaragdkolibri (Cynanthus canivetii)
  - Blaugesichtkolibri (Cynanthus doubledayi)
  - Schwalbenschwanz-Smaragdkolibri (Cynanthus forficatus)
  - Blaukehl-Breitschnabelkolibri (Cynanthus latirostris)
  - Türkiskehlkolibri (Cynanthus lawrencei)
- Gattung Elliotomyia
  - Weißbauchamazilie (Elliotomyia chionogaster)
  - Grünweißamazilie (Elliotomyia viridicauda)
- Gattung EupherusaStreifenschwanzkolibri (Eupherusa eximia)

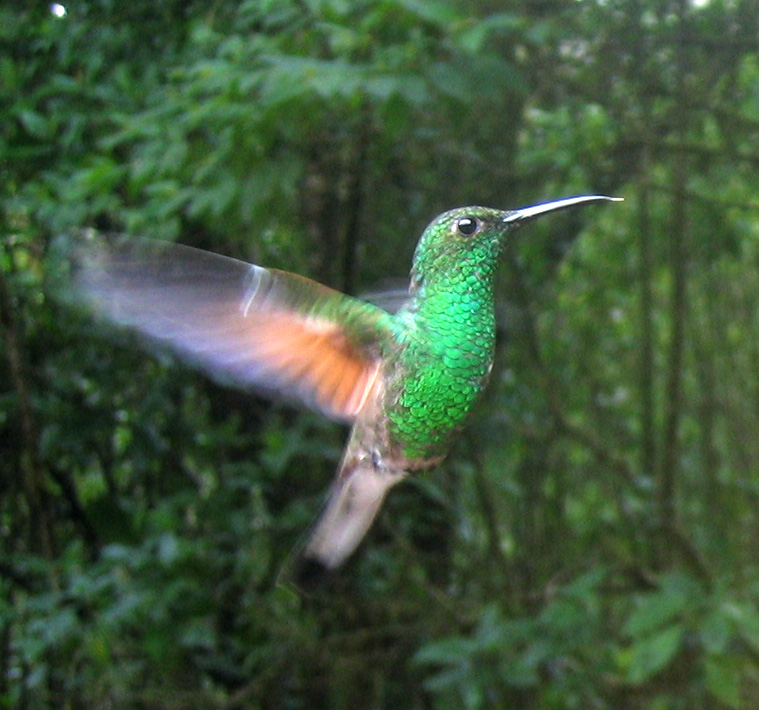
Streifenschwanzkolibri (Eupherusa eximia)

  - Blauscheitelkolibri (Eupherusa cyanophrys)
  - Streifenschwanzkolibri (Eupherusa eximia)
  - Schwarzbauchkolibri (Eupherusa nigriventris)
  - Weißschwanzkolibri (Eupherusa poliocerca)
  - Mexikonymphe (Eupherusa ridgwayi)
- Gattung Eupetomena
  - Erzkolibri (Eupetomena cirrochloris)
  - Blauer Gabelschwanzkolibri (Eupetomena macroura)
- Gattung Goldmania
  - Rotgesichtkolibri (Goldmania bella)
  - Violettkappenkolibri (Goldmania violiceps)
- Gattung Hylocharis
  - Goldsaphirkolibri (Hylocharis chrysura)
  - Rotkehl-Saphirkolibri (Hylocharis sapphirina)

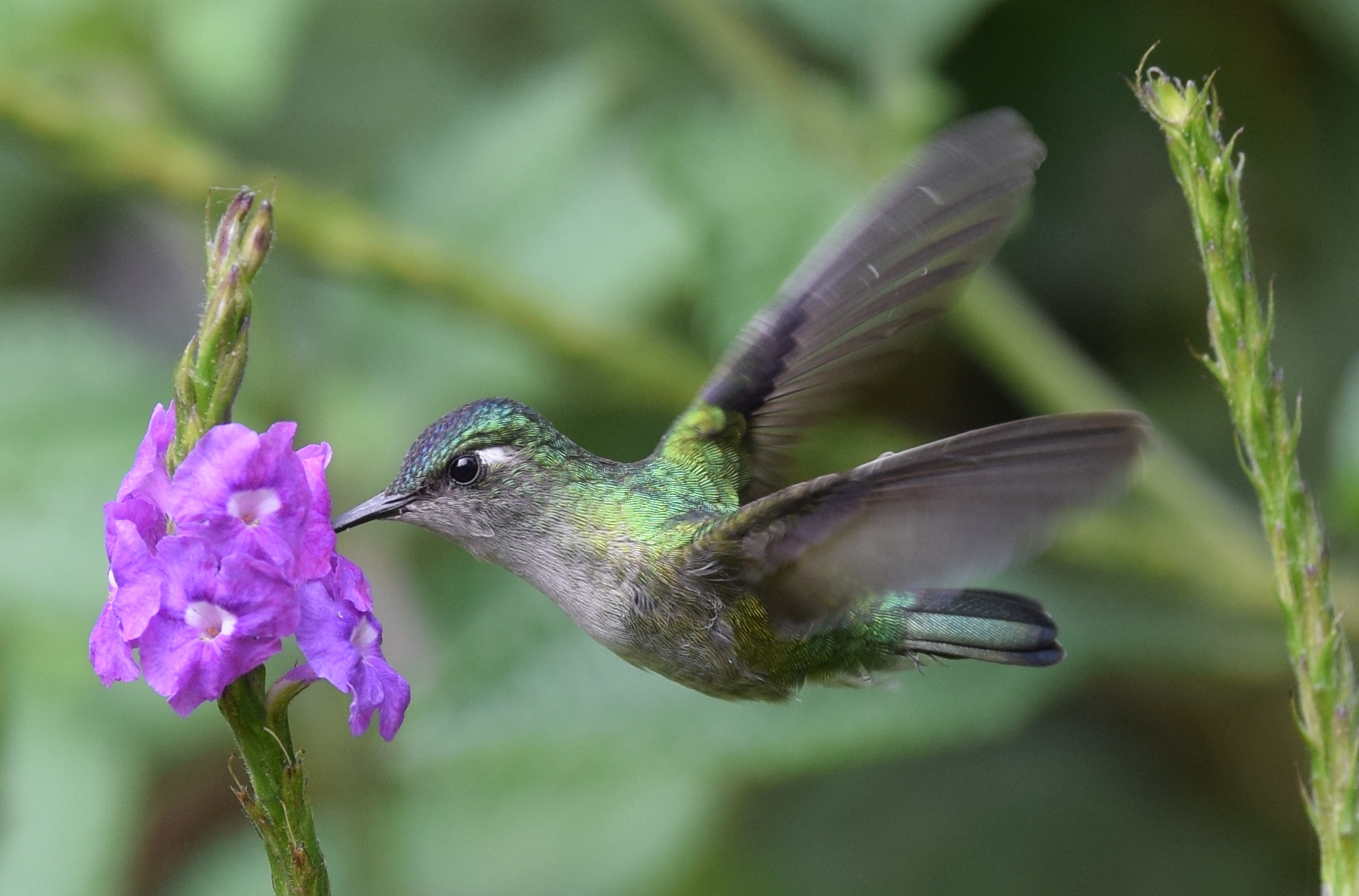
Violettkopfkolibri (Klais guimeti)

- Gattung KlaisViolettkopfkolibri (Klais guimeti)
  - Violettkopfkolibri (Klais guimeti)
- Gattung Leucippus
  - Zimtbrustkolibri (Leucippus fallax)
- Gattung Leucochloris
  - Weißkehlkolibri (Leucochloris albicollis)
- Gattung Microchera
  - Schneekappenkolibri (Microchera albocoronata)
  - Elvirakolibri (Microchera chionura)
  - Bronzekappenkolibri (Microchera cupreiceps)

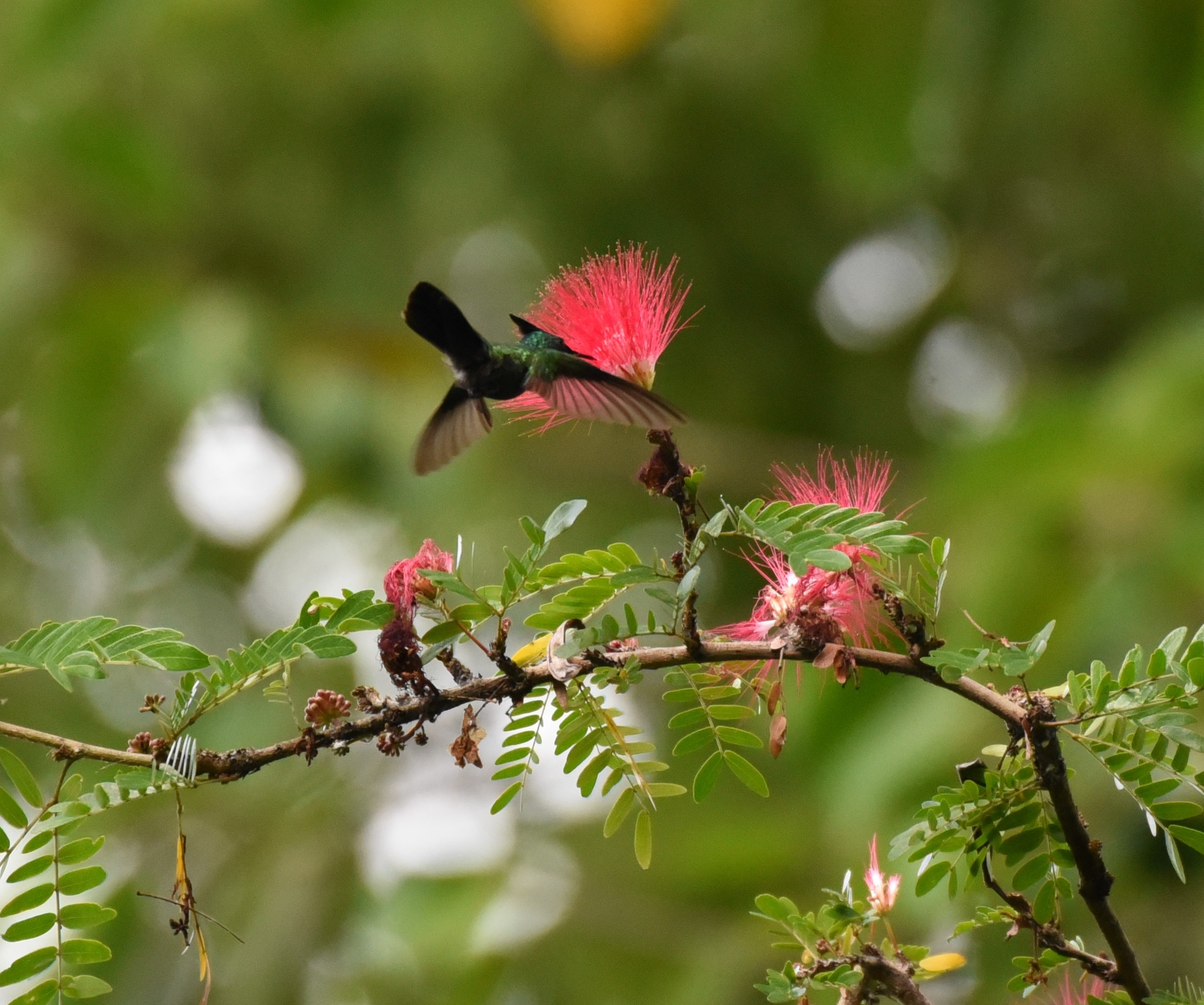
Antillenhaubenkolibri (Orthorhyncus cristatus)

- Gattung OrthorhyncusAntillenhaubenkolibri (Orthorhyncus cristatus)
  - Antillenhaubenkolibri (Orthorhyncus cristatus)
- Gattung Pampa
  - Blaukron-Degenflügel (Pampa curvipennis)
  - Yukatandegenflügel (Pampa pampa)
  - Buntschwanz-Degenflügel (Pampa rufus)
- Gattung Phaeochroa
  - Schuppenbrustkolibri (Phaeochroa cuvierii)
- Gattung Phaeoptila
  - Graukolibri (Phaeoptila sordida)
- Gattung Polyerata
  - Blaubrustamazilie (Polyerata amabilis)
  - Schmuckamazilie (Polyerata decora)
  - Rosenbergamazilie (Polyerata rosenbergi)
- Gattung Ramosomyia
  - Veilchenscheitelamazilie (Ramosomyia violiceps)
  - Grünscheitelamazilie (Ramosomyia viridifrons)
  - Zimtflankenamazilie (Ramosomyia wagneri)
- Gattung Riccordia
  - Blaukopfkolibri (Riccordia bicolor)
  - Bahamasmaragdkolibri (Riccordia bracei)
  - Puerto-Rico-Smaragdkolibri (Riccordia maugaeus)
  - Kubasmaragdkolibri (Riccordia ricordii)Kubasmaragdkolibri (Riccordia ricordii)

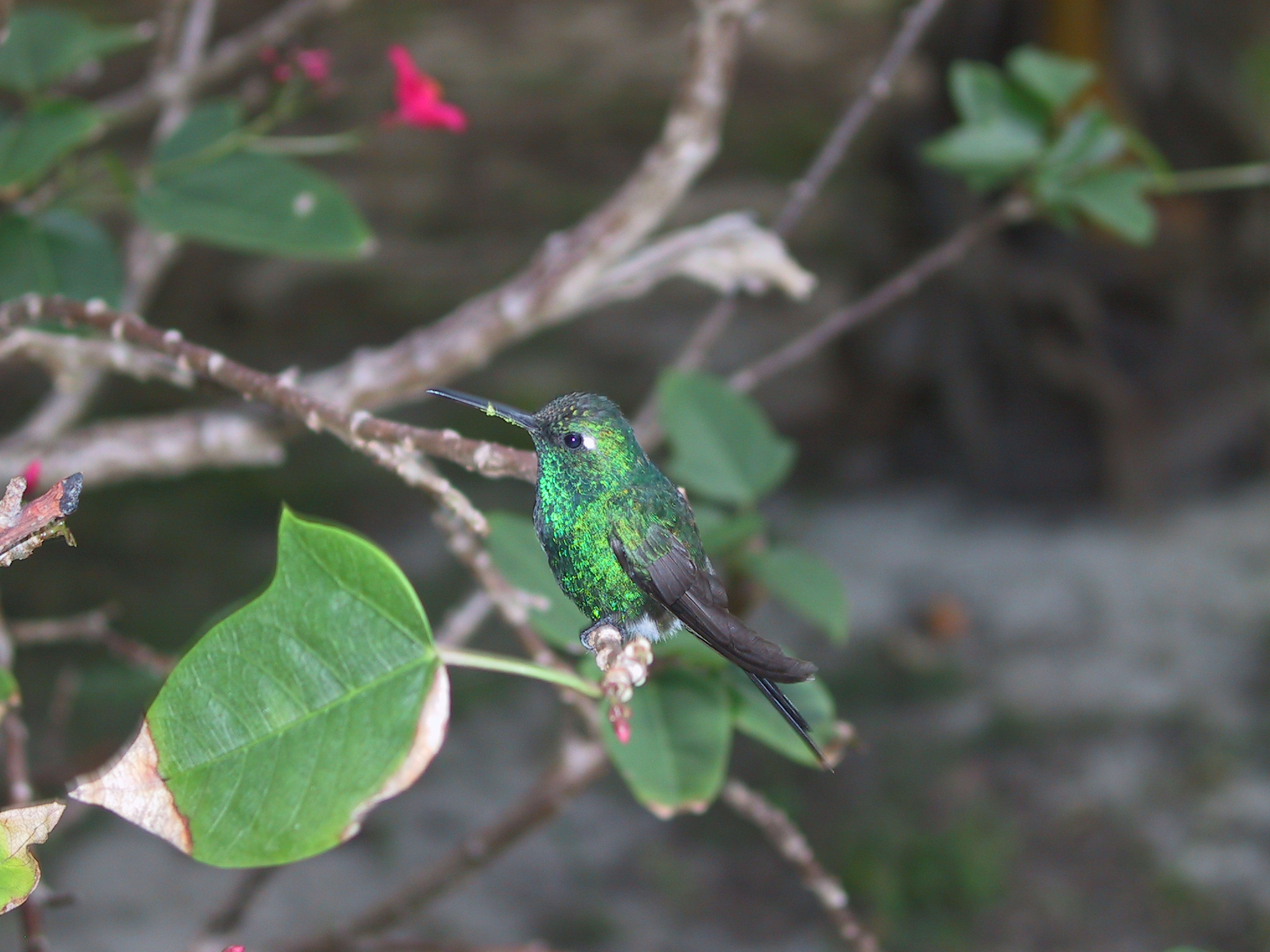
Kubasmaragdkolibri (Riccordia ricordii)

  - Hispaniolasmaragdkolibri (Riccordia swainsonii)
- Gattung Saucerottia
  - Beryllamazilie (Saucerottia beryllina)
  - Braunbauchamazilie (Saucerottia castaneiventris)
  - Kupferschwanzamazilie (Saucerottia cupreicauda)
  - Blaukappenamazilie (Saucerottia cyanifrons)
  - Blaukopfamazilie (Saucerottia cyanocephala)
  - Blauschwanzamazilie (Saucerottia cyanura)
  - Edwardamazilie (Saucerottia edward)
  - Blausteißamazilie (Saucerottia hoffmanni)
  - Stahlgrüne Amazilie (Saucerottia saucerrottei)
  - Kupferbürzelamazilie (Saucerottia tobaci)
  - Grünbauchamazilie (Saucerottia viridigaster)
- Gattung Stephanoxis
  - Grünhaubenelfe (Stephanoxis lalandi)
  - Violetthaubenelfe (Stephanoxis loddigesii)
- Gattung Talaphorus
  - Fleckenkolibri (Talaphorus chlorocercus)
- Gattung Taphrospilus
  - Tropfenkolibri (Taphrospilus hypostictus),

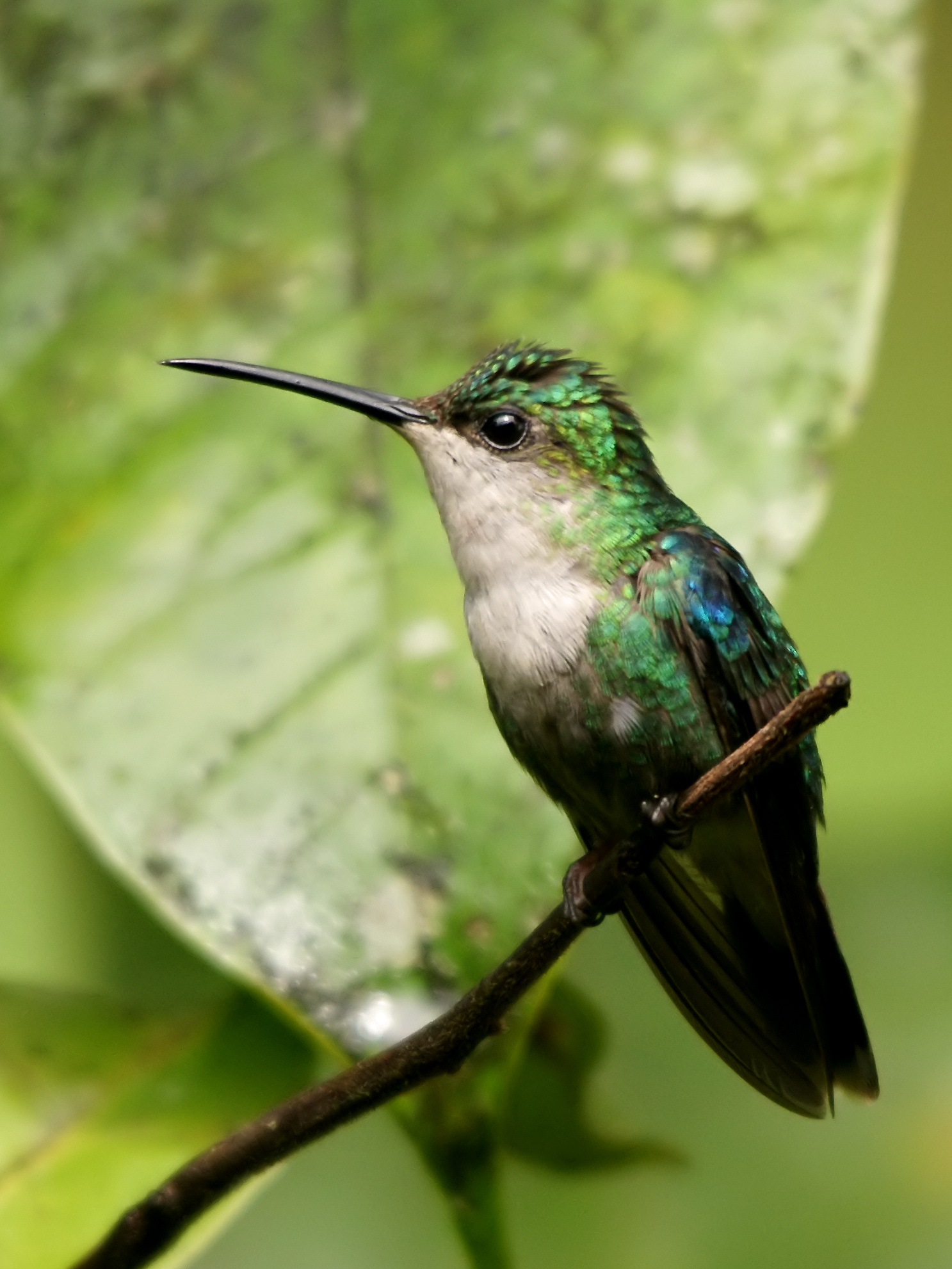
Violettkronennymphe (Thalurania colombica) ♀

- Gattung ThaluraniaViolettkronennymphe (Thalurania colombica) ♀
  - Violettkronennymphe (Thalurania colombica)
  - Schwalbennymphe (Thalurania furcata)
  - Blaukronennymphe (Thalurania glaucopis)
  - Langschwanznymphe (Thalurania watertonii)
- Gattung Thaumasius
  - Baerkolibri (Thaumasius baeri)
  - Taczanowskikolibri (Thaumasius taczanowskii)
- Gattung Trochilus
  - Rotschnabel-Jamaikasylphe (Trochilus polytmus)
  - Schwarzschnabel-Jamaikasylphe (Trochilus scitulus)
- Gattung Uranomitra
  - Andenamazilie (Uranomitra franciae)Andenamazilie (Uranomitra franciae)

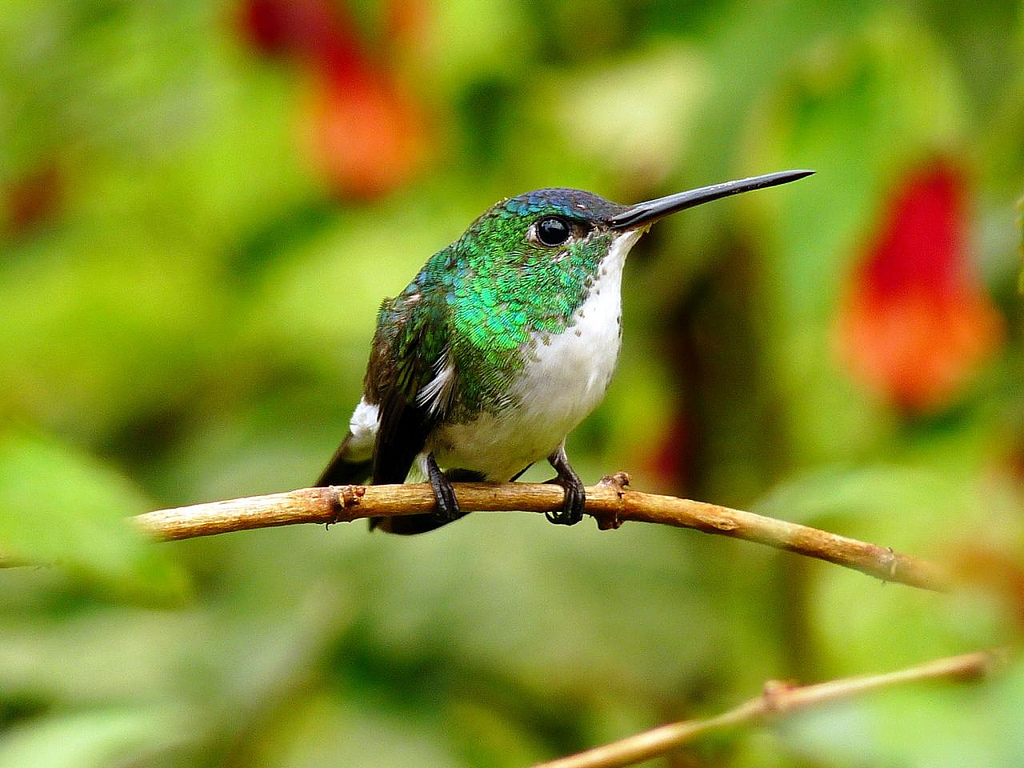
Andenamazilie (Uranomitra franciae)

### Tribus Lampornithini
- Gattung Eugenes
  - Violettkron-Brillantkolibri (Eugenes fulgens)
  - Glitzerbrillantkolibri (Eugenes spectabilis)

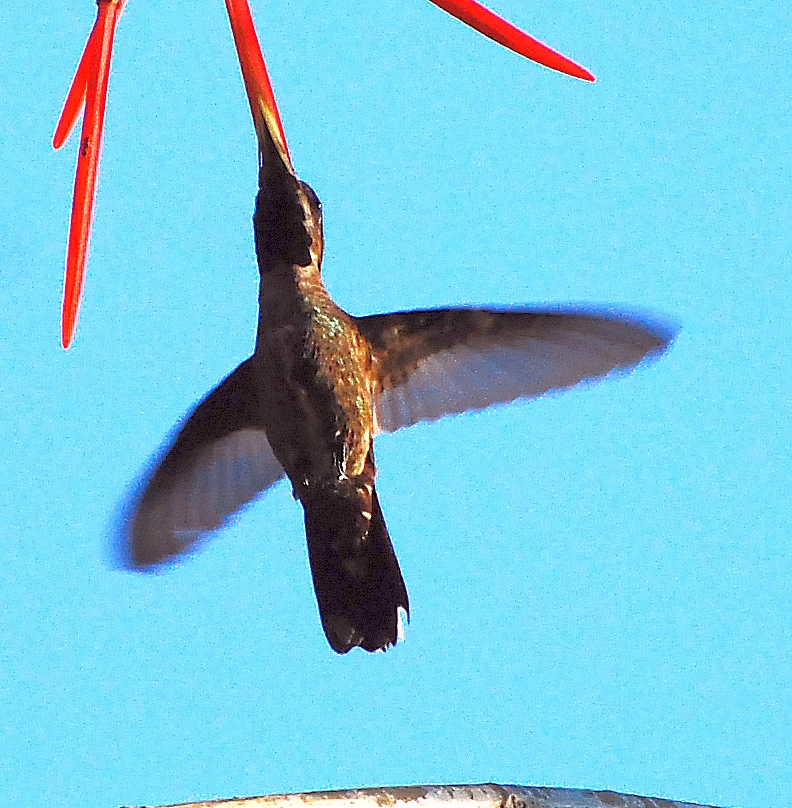
Funkenkehlkolibri (Heliomaster constantii)

- Gattung HeliomasterFunkenkehlkolibri (Heliomaster constantii)
  - Funkenkehlkolibri (Heliomaster constantii)
  - Blaubartkolibri (Heliomaster furcifer)
  - Rosenkehlkolibri (Heliomaster longirostris)
  - Violettkehlkolibri (Heliomaster squamosus)
- Gattung Hylonympha
  - Scherenschwanznymphe (Hylonympha macrocerca)
- Gattung LampornisPurpurkehlnymphe (Lampornis calolaemus)

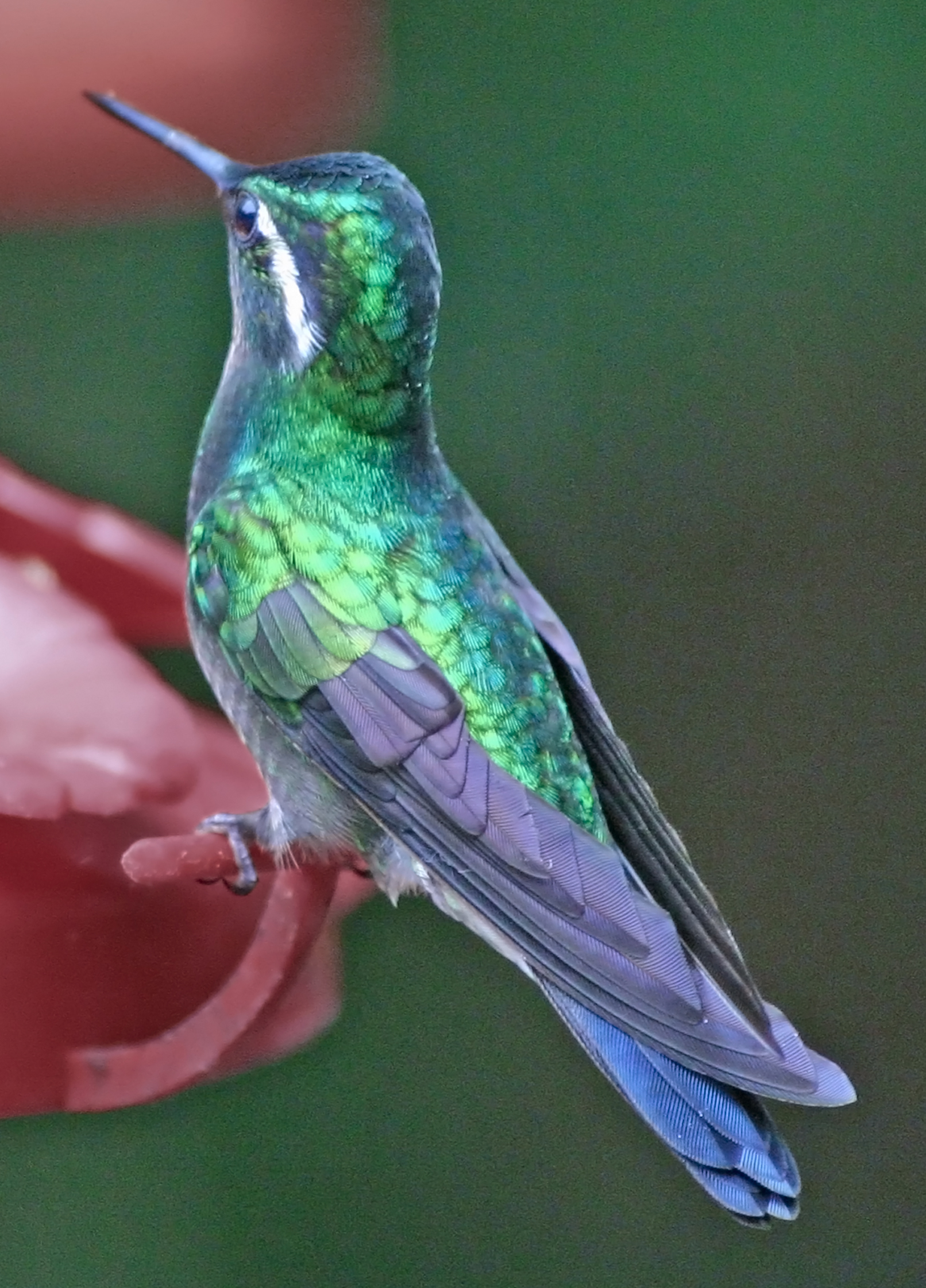
Purpurkehlnymphe (Lampornis calolaemus)

  - Rotkehlnymphe (Lampornis amethystinus)
  - Purpurkehlnymphe (Lampornis calolaemus)
  - Weißkehlnymphe (Lampornis castaneoventris)
  - Grauschwanznymphe (Lampornis cinereicauda)
  - Blaukehlnymphe (Lampornis clemenciae)
  - Veilchenkehlnymphe (Lampornis hemileucus)
  - Grünbrustnymphe (Lampornis sybillae)
  - Grünkehlnymphe (Lampornis viridipallens)
- Gattung Lamprolaima
  - Granatkehlkolibri (Lamprolaima rhami)
- Gattung Panterpe
  - Feuerkehlkolibri (Panterpe insignis)
- Gattung Sternoclyta
  - Veilchenbrustkolibri (Sternoclyta cyanopectus)

### Tribus Mellisugini
- Gattung Archilochus
  - Schwarzkinnkolibri (Archilochus alexandri)
  - Rubinkehlkolibri (Archilochus colubris)
- Gattung Calothorax
  - Luzifersternkolibri (Calothorax lucifer)
  - Schmucksternkolibri (Calothorax pulcher)
- Gattung Calliphlox
  - Amethyststernkolibri (Calliphlox amethystina)

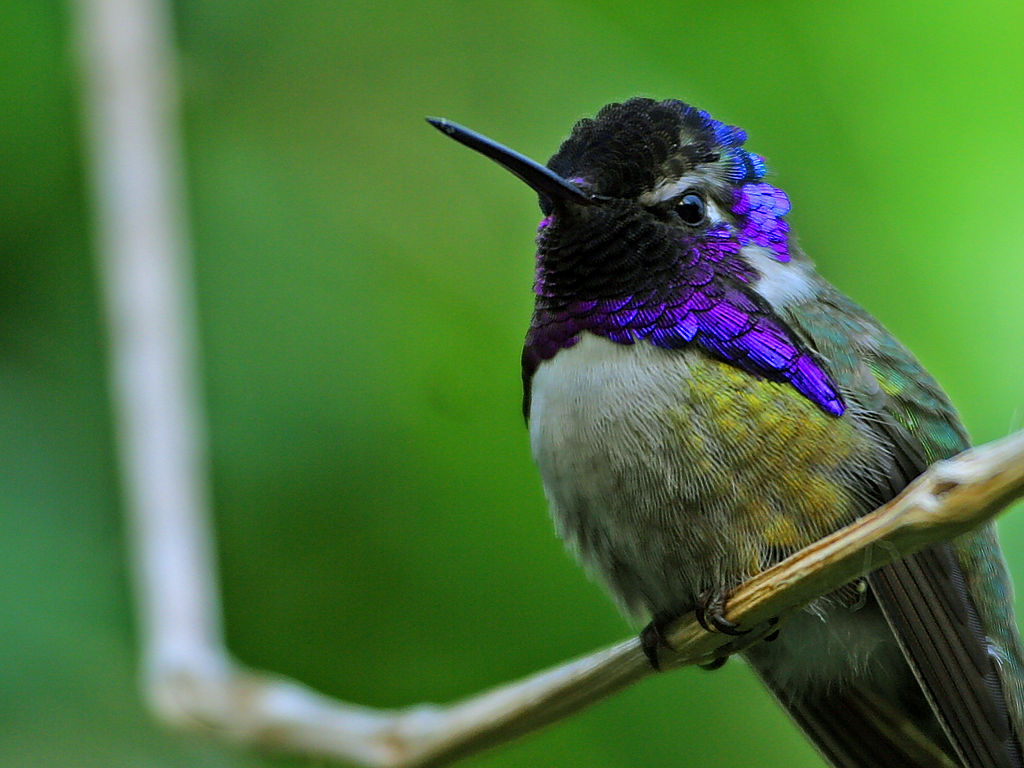
Veilchenkopfelfe (Calypte costae)

- Gattung CalypteVeilchenkopfelfe (Calypte costae)
  - Annakolibri (Calypte anna)
  - Veilchenkopfelfe (Calypte costae)
- Gattung Chaetocercus
  - Santa-Marta-Elfe (Chaetocercus astreans)
  - Esmeraldaselfe (Chaetocercus berlepschi)
  - Hummelelfe (Chaetocercus bombus)
  - Prachtkehlelfe (Chaetocercus heliodor)
  - Rotfahnenelfe (Chaetocercus jourdanii)
  - Weißbauchelfe (Chaetocercus mulsant)
- Gattung Doricha
  - Rosenkehl-Sternkolibri (Doricha eliza)
  - Scherenschwanz-Sternkolibri (Doricha enicura)
- Gattung Eulidia
  - Aricaelfe (Eulidia yarrellii)
- Gattung Mellisuga
  - Bienenelfe (Mellisuga helenae)
  - Zwergelfe (Mellisuga minima)
- Gattung Microstilbon
  - Rotbart-Sternkolibri (Microstilbon burmeisteri)
- Gattung Myrmia
  - Kurzschwanzelfe (Myrmia micrura)
- Gattung Myrtis
  - Türkiskehlelfe (Myrtis fanny)
- Gattung Nesophlox
  - Bahamasternkolibri (Nesophlox evelynae)
  - Inaguasternkolibri (Nesophlox lyrura)
- Gattung Philodice
  - Violettkehl-Sternkolibri (Philodice bryantae)
  - Purpurkehl-Sternkolibri (Philodice mitchellii)
- Gattung Rhodopis
  - Atacamakolibri (Rhodopis vesper)
- Gattung SelasphorusRotrücken-Zimtelfe (Selasphorus rufus)

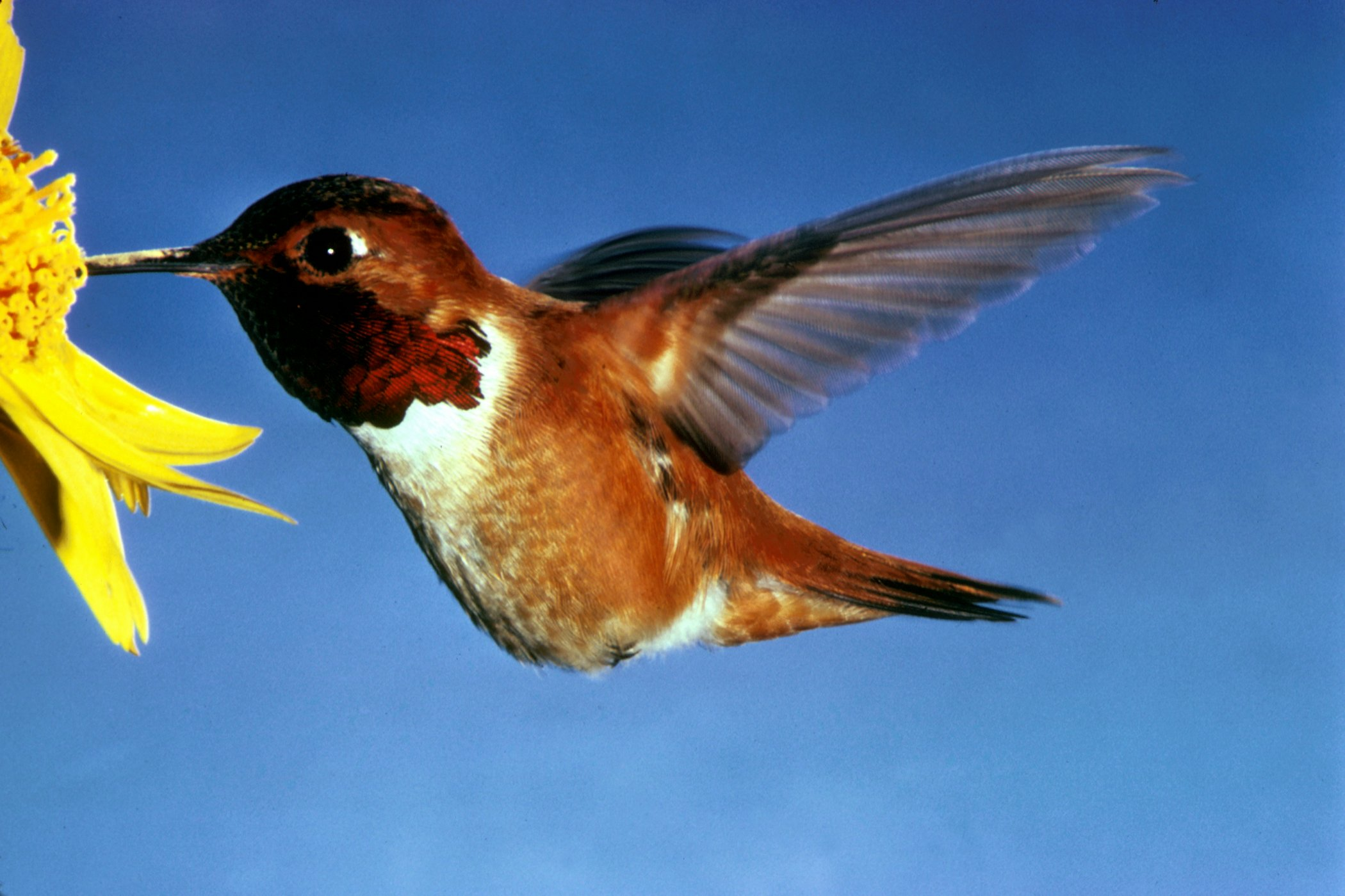
Rotrücken-Zimtelfe (Selasphorus rufus)

  - Feuerkehlelfe (Selasphorus ardens)
  - Sternelfe (Selasphorus calliope)
  - Elliotelfe (Selasphorus ellioti)
  - Vulkanelfe (Selasphorus flammula)
  - Rosenkehlelfe (Selasphorus heloisa)
  - Breitschwanzelfe (Selasphorus platycercus)
  - Rotrücken-Zimtelfe (Selasphorus rufus)
  - Grünrücken-Zimtelfe (Selasphorus sasin)
  - Orangekehlelfe (Selasphorus scintilla)
- Gattung Thaumastura
  - Corakolibri (Thaumastura cora)
- Gattung Tilmatura
  - Blaukehl-Sternkolibri (Tilmatura dupontii)